# جامعة الموصل
جامعة الموصل هي جامعة حكومية تقع في مدينة الموصل. تأسست سنة 1967م، وهي واحدة من أكبر المراكز التعليمية والبحثية في العراق، وثاني أكبر جامعة في العراق، بعد جامعة بغداد.[بحاجة لمصدر]
أغلقت داعش جامعة الموصل في عام 2014، لكن أعيد افتتاحها بعد بضعة أشهر بمباني ودورات دراسية جديدة. كان هناك اعتقاد بأن داعش يستخدم الجامعة كقاعدة، وقد تعرضت للقصف الجوي من قبل قوة المهام المشتركة في مارس 2016. استعادت القوات العراقية السيطرة عليها في يناير 2017.

## تشكيلات الجامعة

### الكليات
تحتوي جامعة الموصل على 24 كلية مختلفة متفرعة الأقسم، وهي:
| الفئة         | الكلية                        | سنة التأسيس                                          | الأقسام                          |
| ------------- | ----------------------------- | ---------------------------------------------------- | -------------------------------- |
| العلوم الطبية | طب الموصل                     | 1959                                                 | عام                              |
| العلوم الطبية | طب الأسنان                    | 1982                                                 | عام                              |
| العلوم الطبية | الصيدلة                       | 1992                                                 | عام                              |
| العلوم الطبية | الطب البيطري                  | 1976                                                 | عام                              |
| العلوم الطبية | التمريض                       | 1993                                                 | عام                              |
| الهندسية      | الهندسة                       | 1963                                                 | المدنية                          |
| الهندسية      | الهندسة                       | 1963                                                 | الكهربائية                       |
| الهندسية      | الهندسة                       | 1963                                                 | الميكانيكية                      |
| الهندسية      | الهندسة                       | 1963                                                 | السدود والموارد المائية          |
| الهندسية      | الهندسة                       | 1963                                                 | العمارة                          |
| الهندسية      | الهندسة                       | 1963                                                 | الحاسوب                          |
| الهندسية      | الهندسة                       | 1963                                                 | الميكاترونيكس                    |
| الهندسية      | الهندسة                       | 1963                                                 | البيئة                           |
| الهندسية      | الهندسة                       | 1963                                                 | الطاقة المستدامة                 |
| الهندسية      | هندسة النفط والتعدين          | 2013                                                 | النفط والتكرير                   |
| الهندسية      | هندسة النفط والتعدين          | 2013                                                 | المكامن النفطية                  |
| الهندسية      | هندسة النفط والتعدين          | 2013                                                 | التعدين                          |
| الهندسية      | الزراعة والغابات              | 1964                                                 | علوم الغابات                     |
| الهندسية      | الزراعة والغابات              | 1964                                                 | الانتاج الحيواني                 |
| الهندسية      | الزراعة والغابات              | 1964                                                 | علوم التربة والموارد المائية     |
| الهندسية      | الزراعة والغابات              | 1964                                                 | المحاصيل الحقلية                 |
| الهندسية      | الزراعة والغابات              | 1964                                                 | وقاية النبات                     |
| الهندسية      | الزراعة والغابات              | 1964                                                 | علوم الأغذية                     |
| الهندسية      | الزراعة والغابات              | 1964                                                 | البستنة وهندسة الحدائق           |
| الهندسية      | الزراعة والغابات              | 1964                                                 | الاقتصاد الزراعي                 |
| الهندسية      | الزراعة والغابات              | 1964                                                 | الارشاد الزراعي ونقل التقنيات    |
| الهندسية      | الزراعة والغابات              | 1964                                                 | المكائن والآلات الزراعية         |
| العلوم        | العلوم                        | 1963                                                 | الكيمياء                         |
| العلوم        | العلوم                        | 1963                                                 | علوم الحياة                      |
| العلوم        | العلوم                        | 1963                                                 | الفيزياء                         |
| العلوم        | العلوم                        | 1963                                                 | الفيزياء الطبية                  |
| العلوم        | العلوم                        | 1963                                                 | الطاقات الجديدة والمتجددة        |
| العلوم        | العلوم                        | 1963                                                 | علوم الأرض                       |
| العلوم        | العلوم                        | 1963                                                 | الأدلة الجنائية                  |
| العلوم        | علوم الحاسوب والرياضيات       | 1999                                                 | علوم الحاسوب                     |
| العلوم        | علوم الحاسوب والرياضيات       | 1999                                                 | الرياضيات                        |
| العلوم        | علوم الحاسوب والرياضيات       | 1999                                                 | البرمجيات                        |
| العلوم        | علوم الحاسوب والرياضيات       | 1999                                                 | الاحصاء والمعلوماتية             |
| العلوم        | علوم الحاسوب والرياضيات       | 1999                                                 | بحوث العمليات والتقنيات الذكائية |
| العلوم        | علوم الحاسوب والرياضيات       | 1999                                                 | الأمن السيبراني                  |
| العلوم        | علوم الحاسوب والرياضيات       | 1999                                                 | الشبكات                          |
| العلوم        | علوم الحاسوب والرياضيات       | 1999                                                 | الذكاء الاصطناعي                 |
| العلوم        | التربية للعلوم الصرفة         | 2013 (تاريخ انشطارها وكلية التربية للعلوم الانسانية) | الكيمياء                         |
| العلوم        | التربية للعلوم الصرفة         | 2013 (تاريخ انشطارها وكلية التربية للعلوم الانسانية) | علوم الحياة                      |
| العلوم        | التربية للعلوم الصرفة         | 2013 (تاريخ انشطارها وكلية التربية للعلوم الانسانية) | الفيزياء                         |
| العلوم        | التربية للعلوم الصرفة         | 2013 (تاريخ انشطارها وكلية التربية للعلوم الانسانية) | الرياضيات                        |
| العلوم        | التربية للعلوم الصرفة         | 2013 (تاريخ انشطارها وكلية التربية للعلوم الانسانية) | علوم الحاسوب                     |
| العلوم        | العلوم البيئية                | 2006                                                 | علوم البيئة                      |
| العلوم        | العلوم البيئية                | 2006                                                 | تقانات البيئة                    |
| العلوم        | العلوم البيئية                | 2006                                                 | الصحة البيئية                    |
| العلوم        | العلوم البيئية                | 2006                                                 | التغيرات المناخية                |
| العلوم        | التربية البدنية وعلوم الرياضة | 1977                                                 | عام                              |
| العلوم        | الادارة والاقتصاد             | 1986                                                 | إدارة الأعمال                    |
| العلوم        | الادارة والاقتصاد             | 1986                                                 | المحاسبة                         |
| العلوم        | الادارة والاقتصاد             | 1986                                                 | الاقتصاد                         |
| العلوم        | الادارة والاقتصاد             | 1986                                                 | ادارة التسويق                    |
| العلوم        | الادارة والاقتصاد             | 1986                                                 | العلوم المالية والمصرفية         |
| العلوم        | الادارة والاقتصاد             | 1986                                                 | الادارة الصناعية                 |
| العلوم        | الادارة والاقتصاد             | 1986                                                 | نظم المعلومات الإدارية           |
| الانسانيات    | الآداب                        | 1966                                                 | التاريخ                          |
| الانسانيات    | الآداب                        | 1966                                                 | اللغة العربية                    |
| الانسانيات    | الآداب                        | 1966                                                 | اللغة الإنكليزية                 |
| الانسانيات    | الآداب                        | 1966                                                 | اللغة الفرنسية                   |
| الانسانيات    | الآداب                        | 1966                                                 | الترجمة                          |
| الانسانيات    | الآداب                        | 1966                                                 | علم الإجتماع                     |
| الانسانيات    | الآداب                        | 1966                                                 | الفلسفة                          |
| الانسانيات    | الآداب                        | 1966                                                 | المعلومات وتقنيات المعرفة        |
| الانسانيات    | الآداب                        | 1966                                                 | اللغة التركية                    |
| الانسانيات    | الآداب                        | 1966                                                 | الإعلام                          |
| الانسانيات    | التربية للعلوم الانسانية      | 1975                                                 | اللغة الإنكليزية                 |
| الانسانيات    | التربية للعلوم الانسانية      | 1975                                                 | اللغة العربية                    |
| الانسانيات    | التربية للعلوم الانسانية      | 1975                                                 | الجغرافيا                        |
| الانسانيات    | التربية للعلوم الانسانية      | 1975                                                 | العلوم التربوية والنفسية         |
| الانسانيات    | التربية للعلوم الانسانية      | 1975                                                 | التاريخ                          |
| الانسانيات    | التربية للعلوم الانسانية      | 1975                                                 | علوم القرآن والتربية الإسلامية   |
| الانسانيات    | التربية للبنات                | 2005                                                 | اللغة العربية                    |
| الانسانيات    | التربية للبنات                | 2005                                                 | علوم القرآن والتربية الإسلامية   |
| الانسانيات    | التربية للبنات                | 2005                                                 | الكيمياء                         |
| الانسانيات    | التربية للبنات                | 2005                                                 | علوم الحياة                      |
| الانسانيات    | التربية للبنات                | 2005                                                 | التربية البدنية وعلوم الرياضة    |
| الانسانيات    | التربية الأساسية              | 1993                                                 | اللغة العربية                    |
| الانسانيات    | التربية الأساسية              | 1993                                                 | اللغة الانكليزية                 |
| الانسانيات    | التربية الأساسية              | 1993                                                 | العلوم العامة                    |
| الانسانيات    | التربية الأساسية              | 1993                                                 | التربية الخاصة                   |
| الانسانيات    | التربية الأساسية              | 1993                                                 | التربية البدنية وعلوم الرياضة    |
| الانسانيات    | التربية الأساسية              | 1993                                                 | علوم القرآن والتربية الإسلامية   |
| الانسانيات    | التربية الأساسية              | 1993                                                 | الرياضيات                        |
| الانسانيات    | التربية الأساسية              | 1993                                                 | التاريخ                          |
| الانسانيات    | التربية الأساسية              | 1993                                                 | الجغرافيا                        |
| الانسانيات    | التربية الأساسية              | 1993                                                 | رياض الأطفال                     |
| الانسانيات    | التربية الأساسية              | 1993                                                 | معلم الصفوف الأولى               |
| الانسانيات    | العلوم الاسلامية              | 2004                                                 | الشريعة                          |
| الانسانيات    | العلوم الاسلامية              | 2004                                                 | العقيدة والفكر الإسلامي          |
| الانسانيات    | العلوم الاسلامية              | 2004                                                 | الحديث وعلومه                    |
| الانسانيات    | العلوم السياسية               | 2002                                                 | عام                              |
| الانسانيات    | الفنون الجميلة                | 1994                                                 | فنون مسرحية                      |
| الانسانيات    | الفنون الجميلة                | 1994                                                 | فنون تشكيلية                     |
| الانسانيات    | الفنون الجميلة                | 1994                                                 | تربية فنية                       |
| الانسانيات    | الحقوق                        | 1983                                                 | عام                              |
| الانسانيات    | الآثار                        | 2008                                                 | الآثار                           |
| الانسانيات    | الآثار                        | 2008                                                 | اللغات العراقية القديمة          |
| الانسانيات    | الآثار                        | 2008                                                 | الحضارة                          |
| الانسانيات    | العلوم السياحية               | 2018                                                 | الدراسات السياحية                |
| الانسانيات    | العلوم السياحية               | 2018                                                 | الدراسات الفندقية                |

## المراكز البحثية

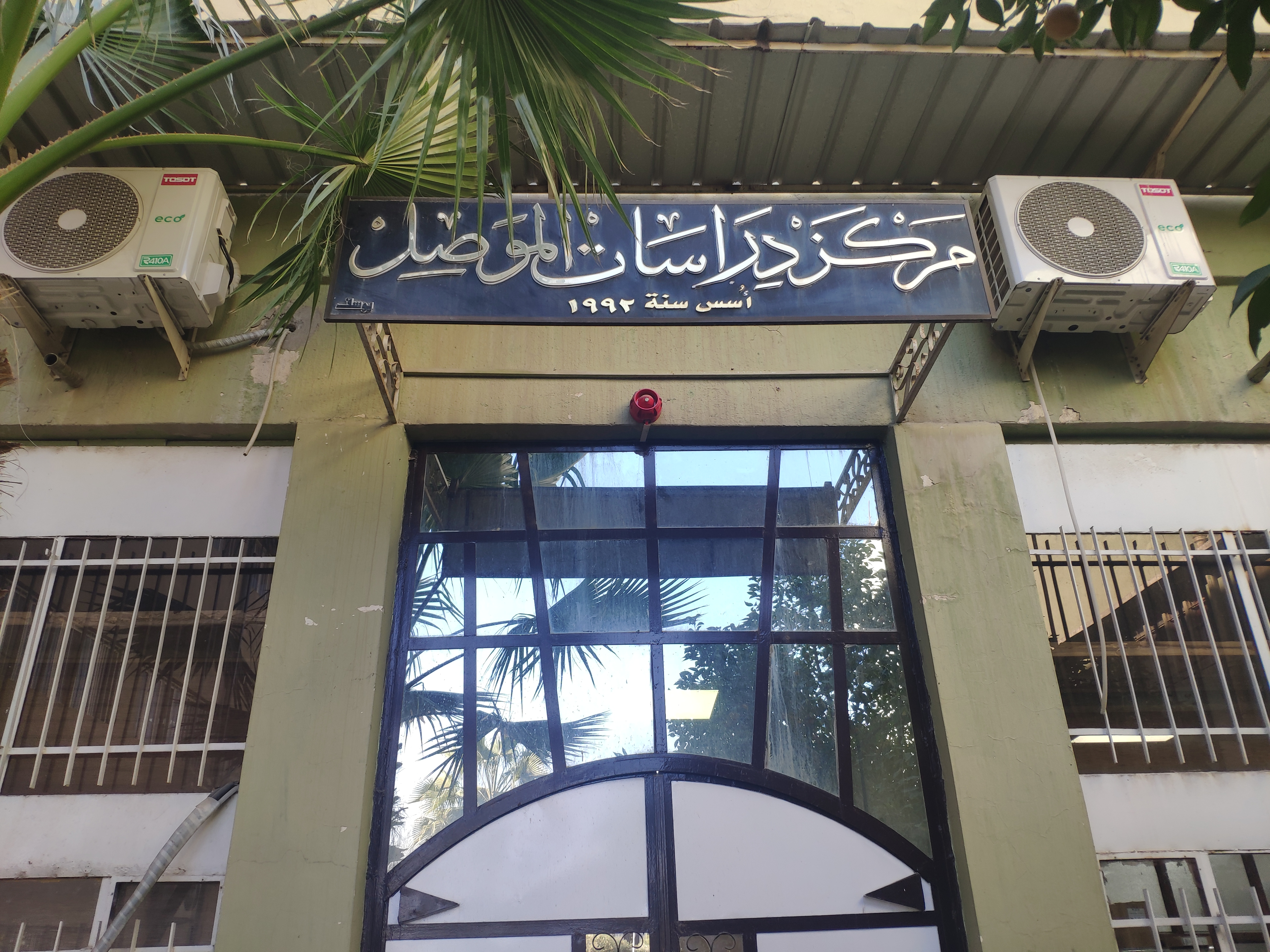
المبنى القديم لمركز دراسات الموصل.

إضافةً للكليات تحتوي الجامعة على 9 مراكز بحثية متخصصة وهي:
| اسم المركز                        | سنة التأسيس                                        |
| --------------------------------- | -------------------------------------------------- |
| مركز الحاسبة الإلكترونية          | 1972                                               |
| مركز التعليم المستمر              | 2018 (امتدادًا لمركز طرائق التدريس المؤسس عام 1985) |
| مركز بحوث السدود والموارد المائية | 1986                                               |
| مركز بحوث البيئة                  | 1997                                               |
| مركز الدراسات الإقليمية           | 1985                                               |
| مركز التحسس النائي                | 1985                                               |
| مركز دراسات الموصل                | 1992                                               |
| مركز بناء السلام والتعايش السلمي  | 2023                                               |
| مركز بحوث الزراعة الجافة والحافظة | 2023                                               |

## المكتبة المركزية
مكتبة الموصل المركزية تأسست المكتبة عام 1976 وأصبحت تُعرف كواحدة من أغنى المكتبات في العراق وتأتي في المرتبة الثانية بعد المكتبة المركزية في بغداد. لقد كانت خلية من النشاط وتضم ما يقرب من مليون مصدر ومورد. عند دخول قوات تنظيم داعش للموصل عام 2014 تعرض المبنى للقصف بالصواريخ ولحقت بهِ أضراراً بالغة مما أدى إلى حرق ما يقدر بـ 8.000 إلى 10.000 كتاب ومخطوط.[محل شك]
ترميم المكتب المركزية جامعة الموصل
وبدء ترميم المكتبة نهاية عام 2019 حيث اكتمل ترميم المكتبة نهاية عام 2021 وافتتحت في عام 19 شباط 2022 وتتكون المكتبة من 4 طوابق مع واجهات زجاجية داكنة أنيقة، لتضم في مرحلة أولى 60000 ألف كتاب والهدف إرجاع 200000 كتاب إلى رفوف المكتبة بحلول نهاية عام 2024.

## معرض صور الكليات

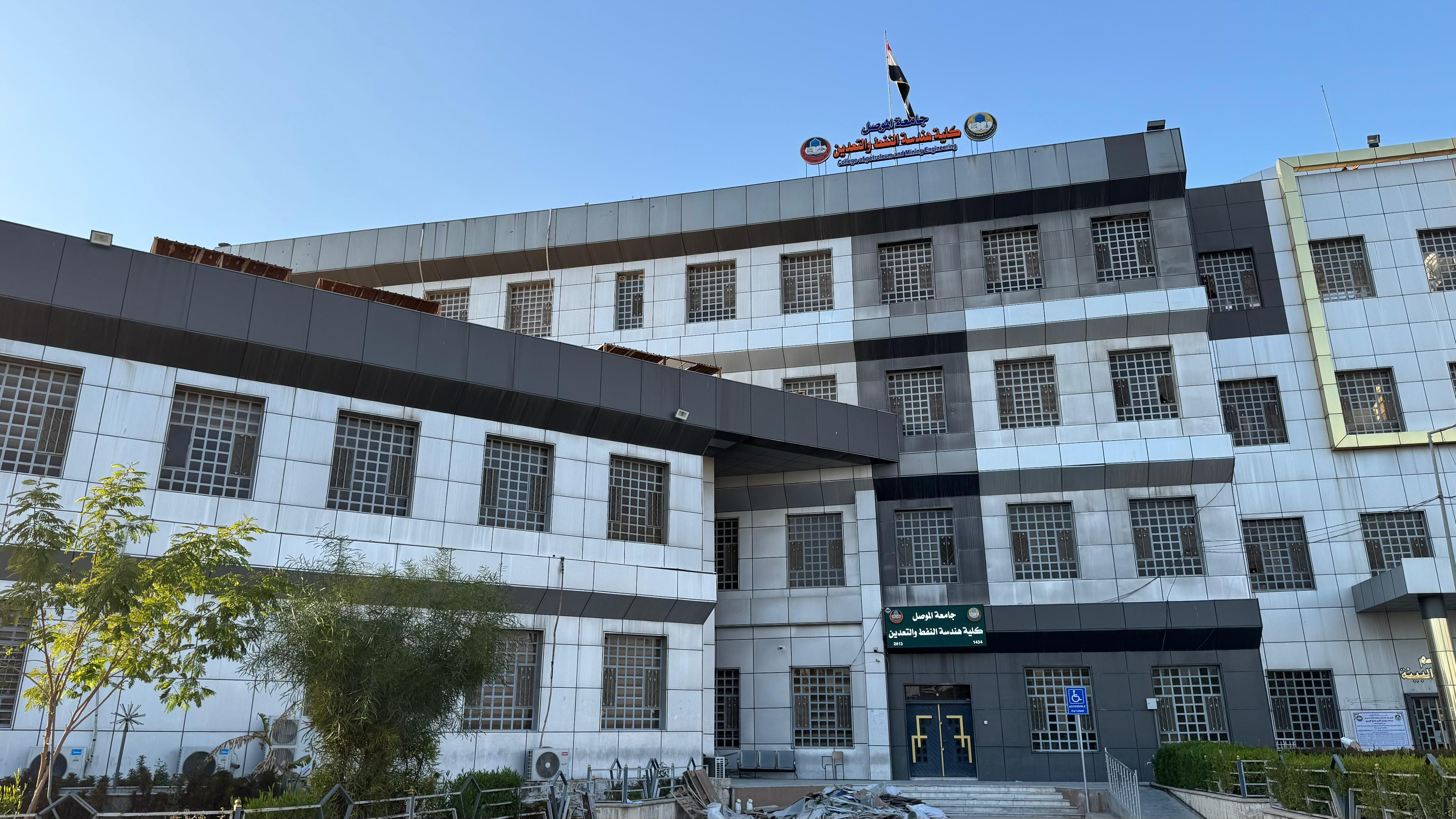
كلية هندسة النفط والتعدين جامعة الموصل
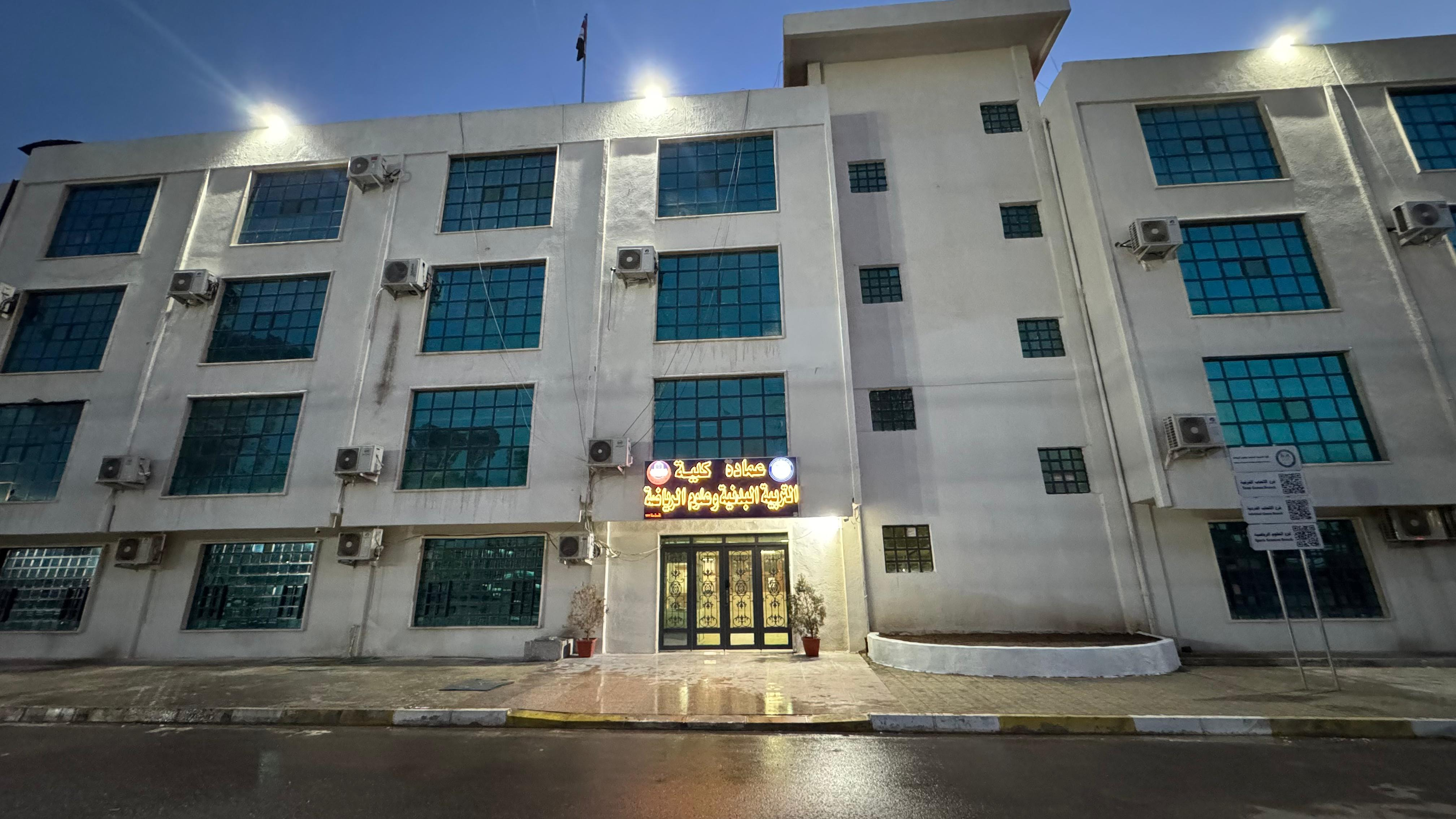
كلية التربية البدنية وعلوم الرياضة جامعة الموصل
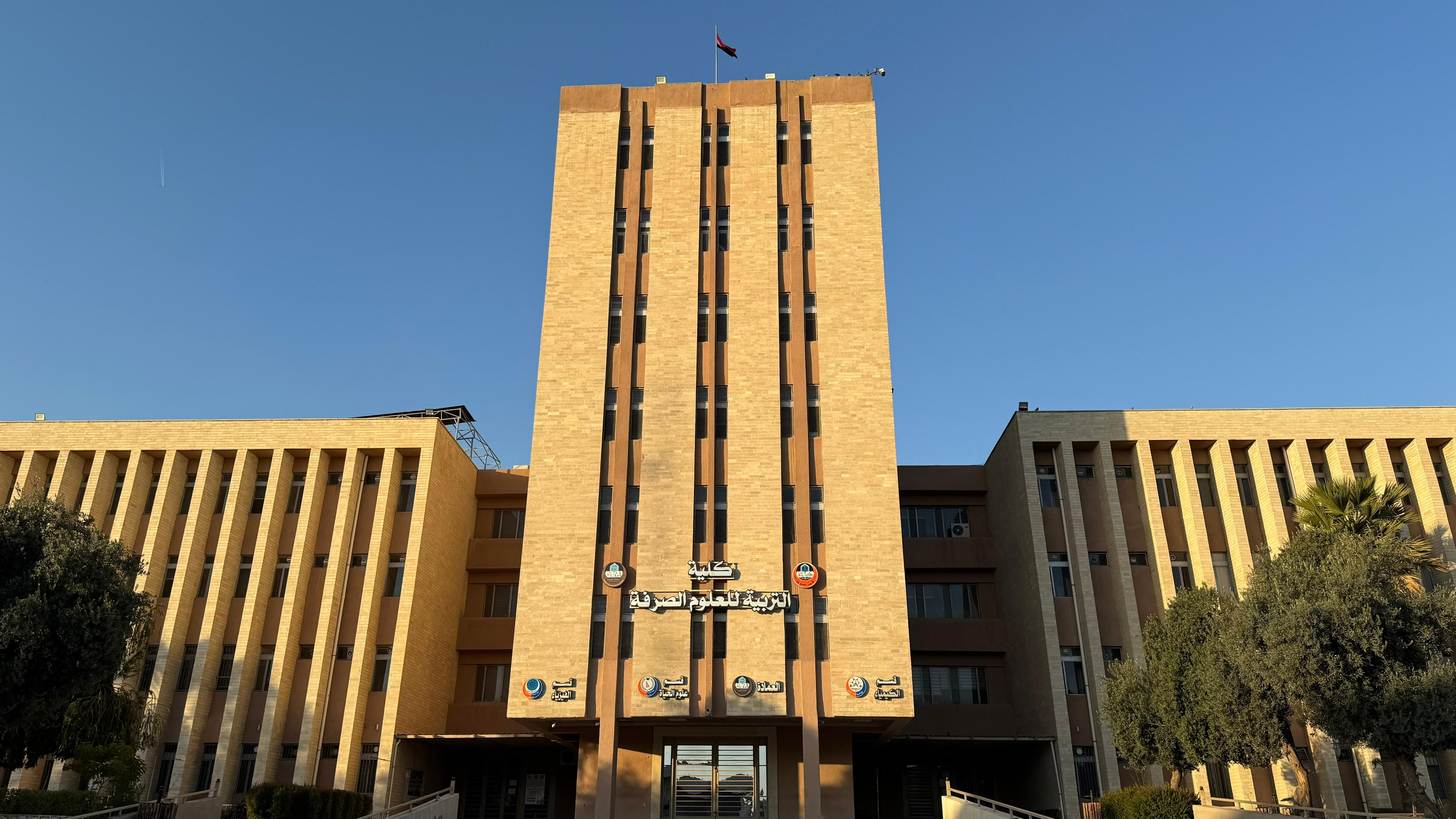
كلية التربية للعلوم الصرفة جامعة الموصل
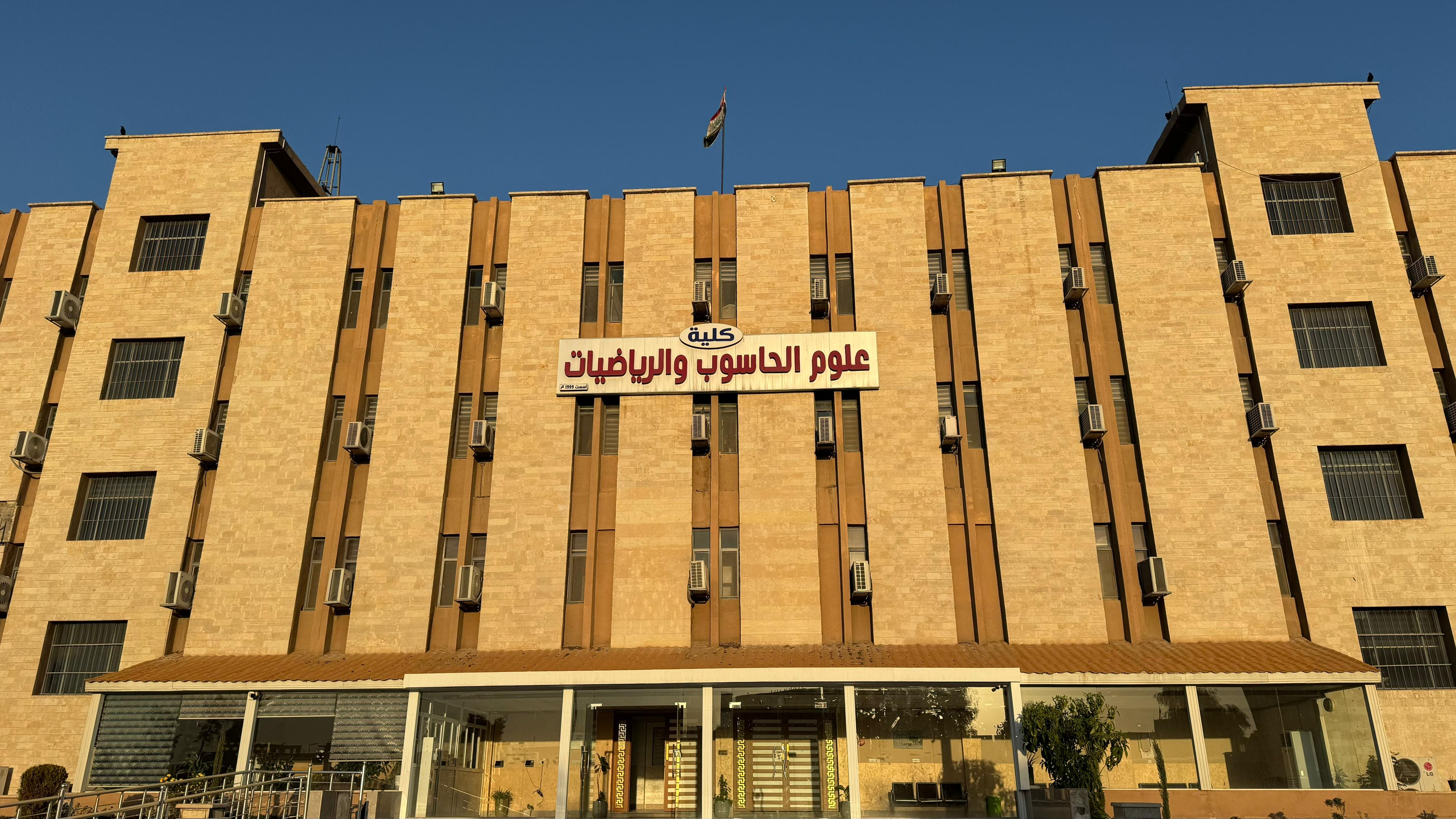
كلية علوم الحاسوب والرياضيات جامعة الموصل
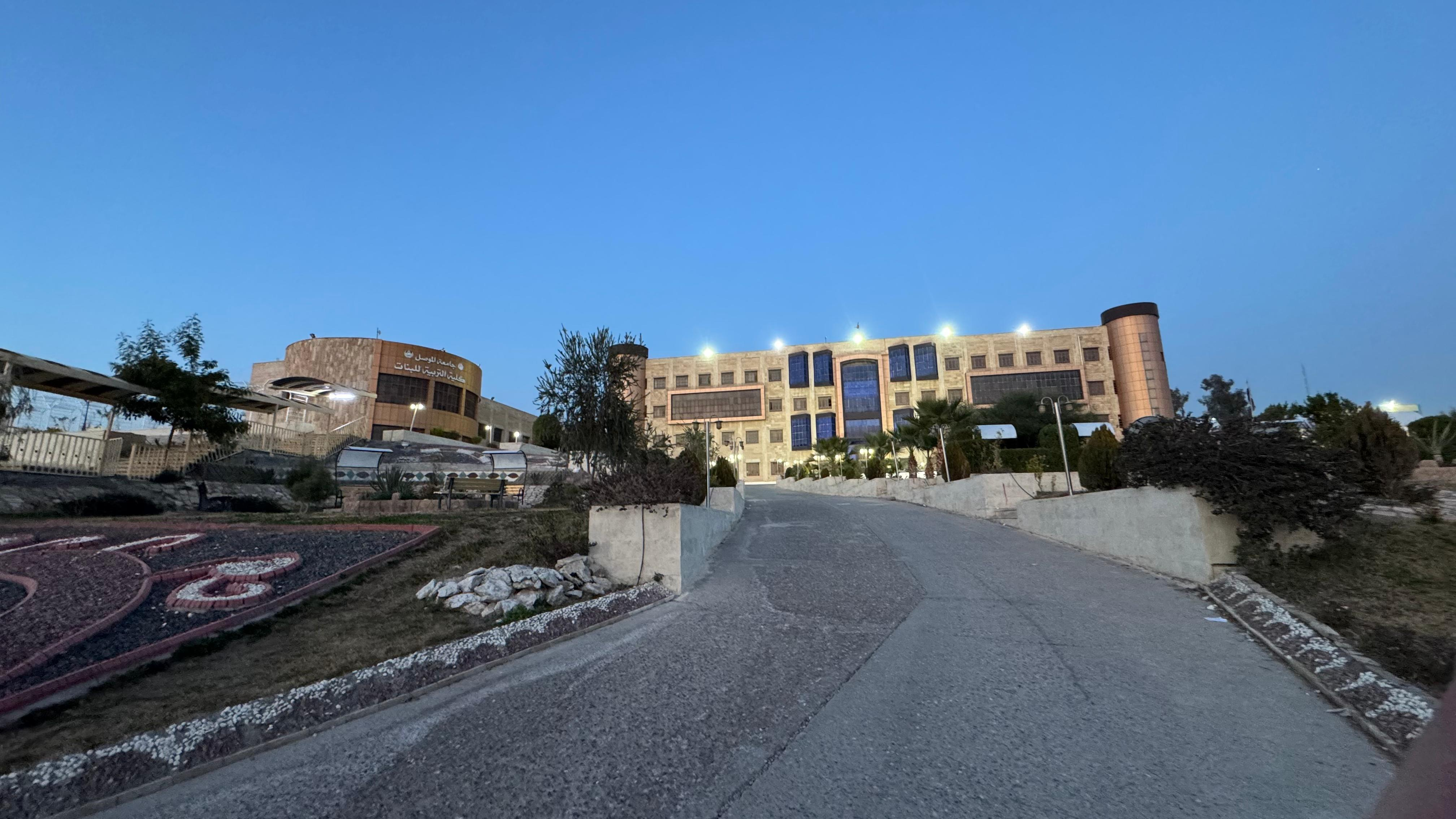
كلية التربية للبنات جامعة الموصل
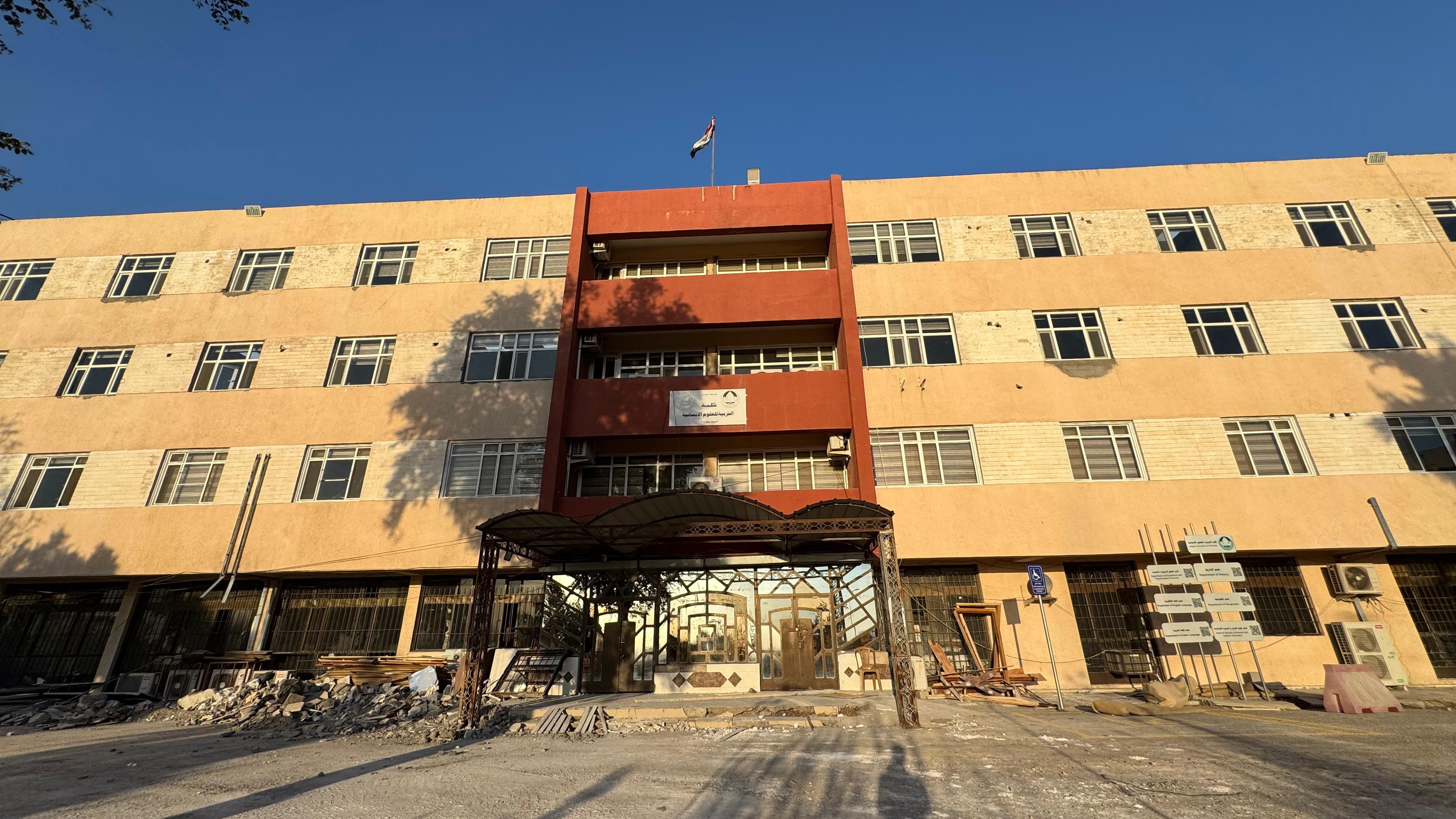
كلية التربية للعلوم الانسانية جامعة الموصل
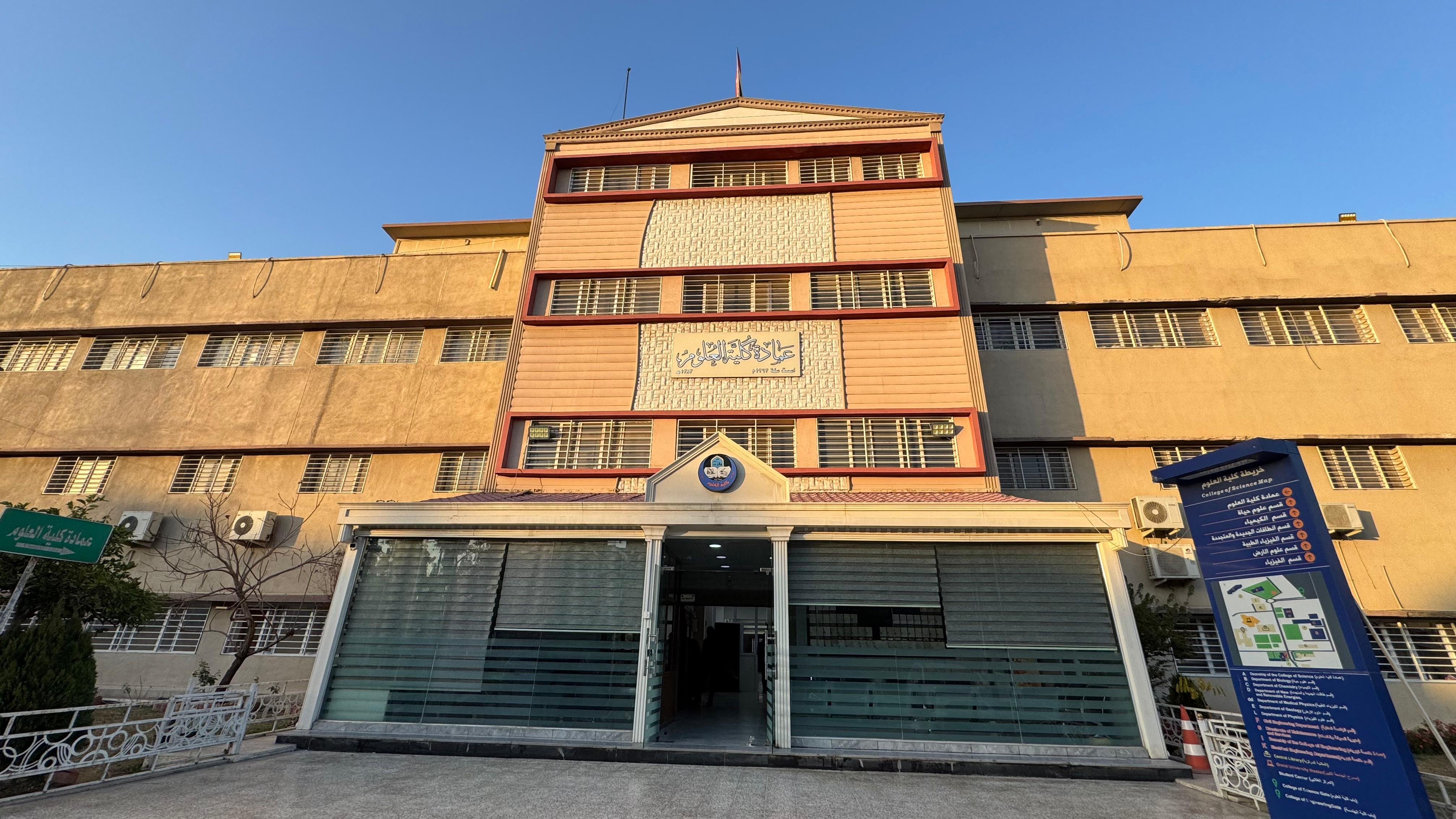
عمادة كلية العلوم جامعة الموصل
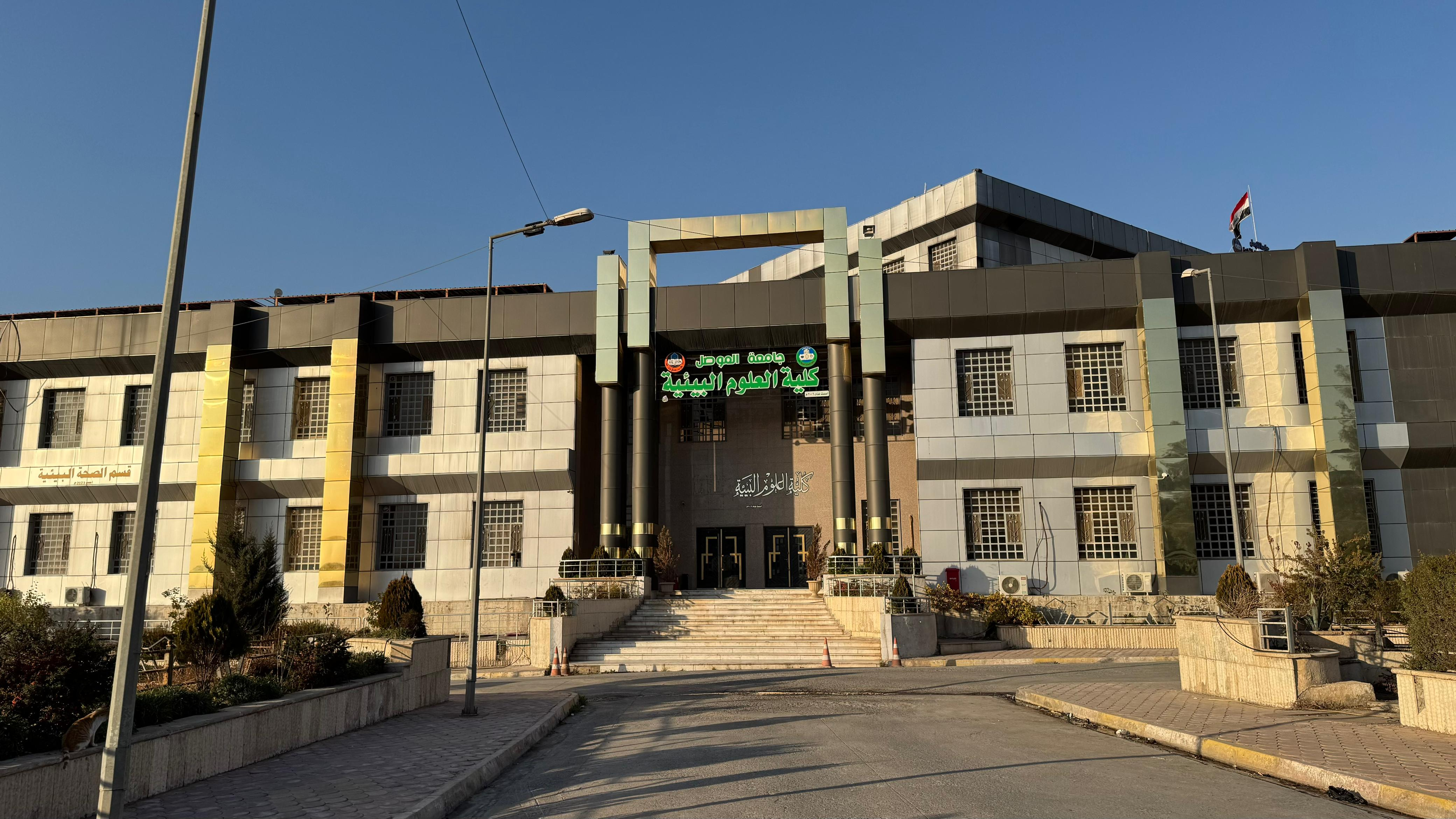
كلية العلوم البيئية جامعة الموصل
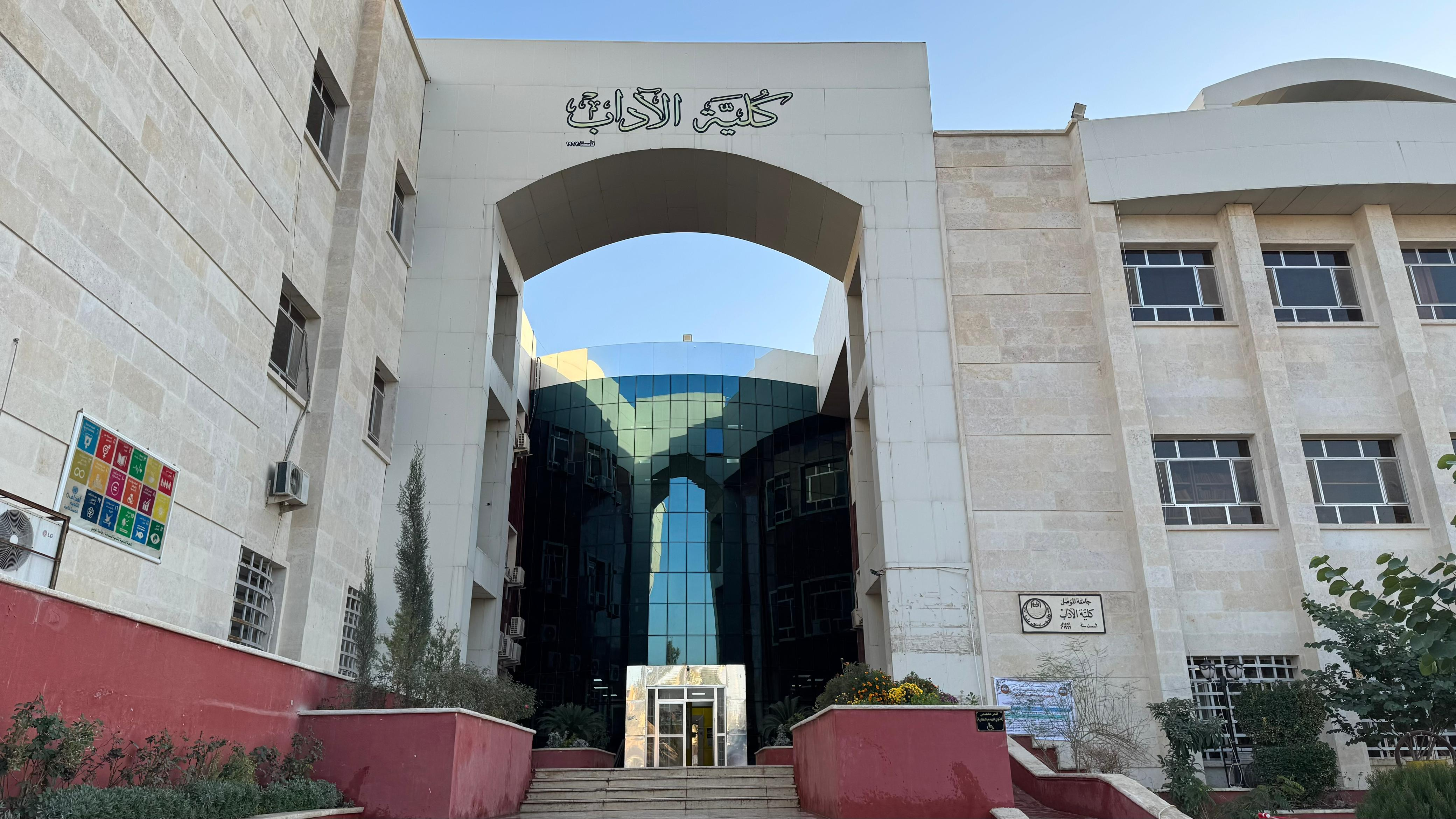
كلية الآداب جامعة الموصل
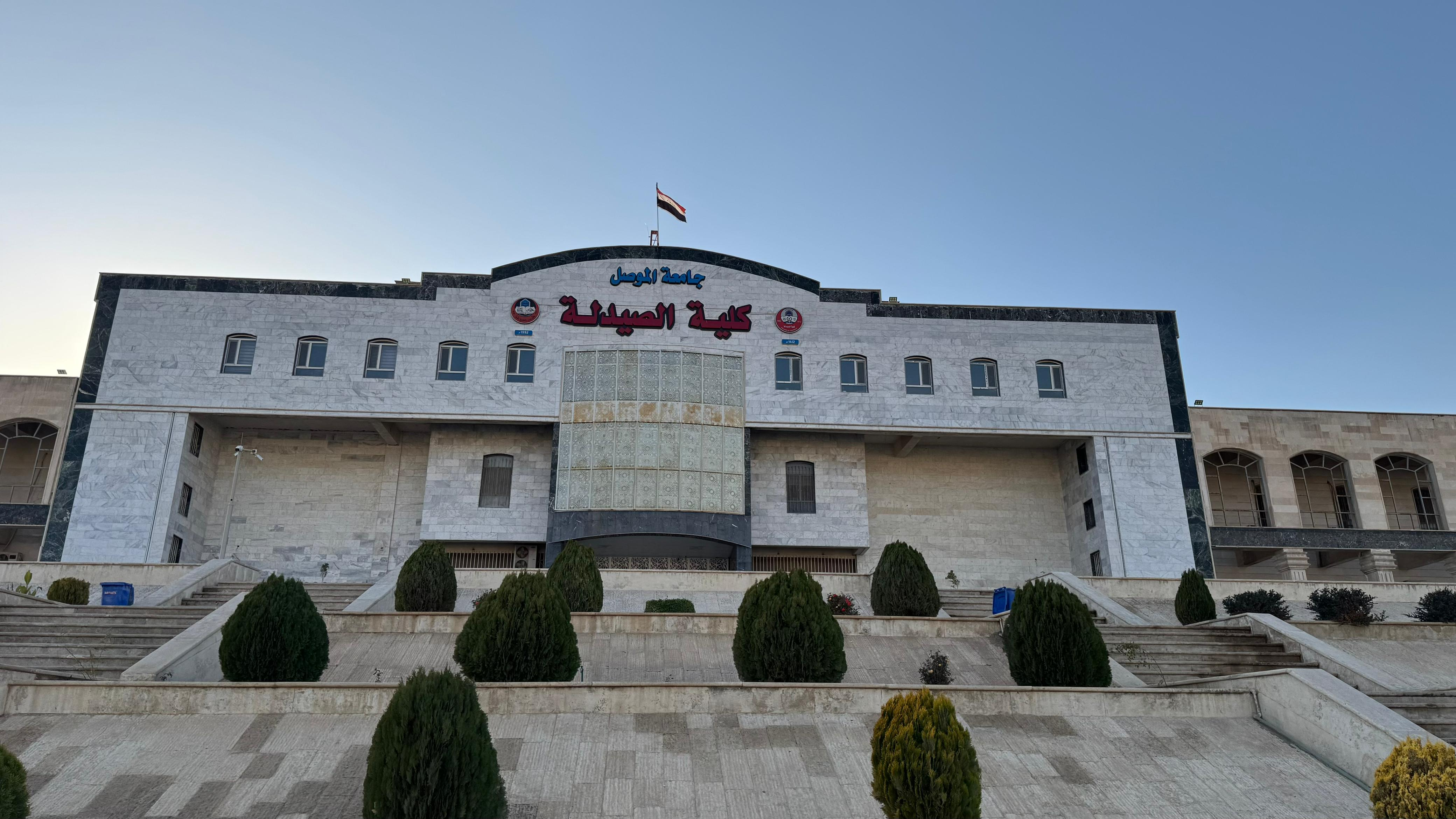
كلية الصيدلة جامعة الموصل
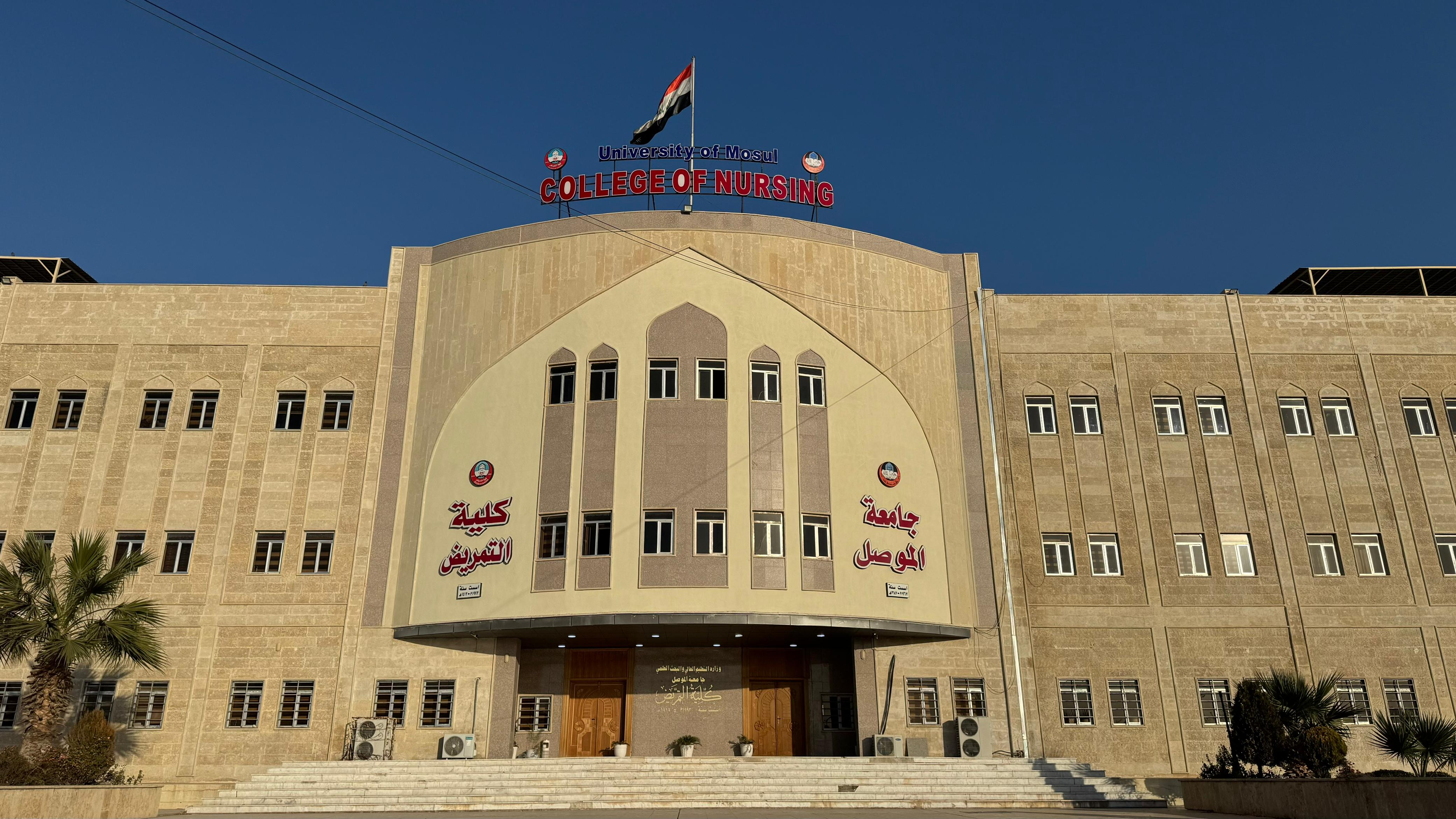
كلية التمريض جامعة الموصل.
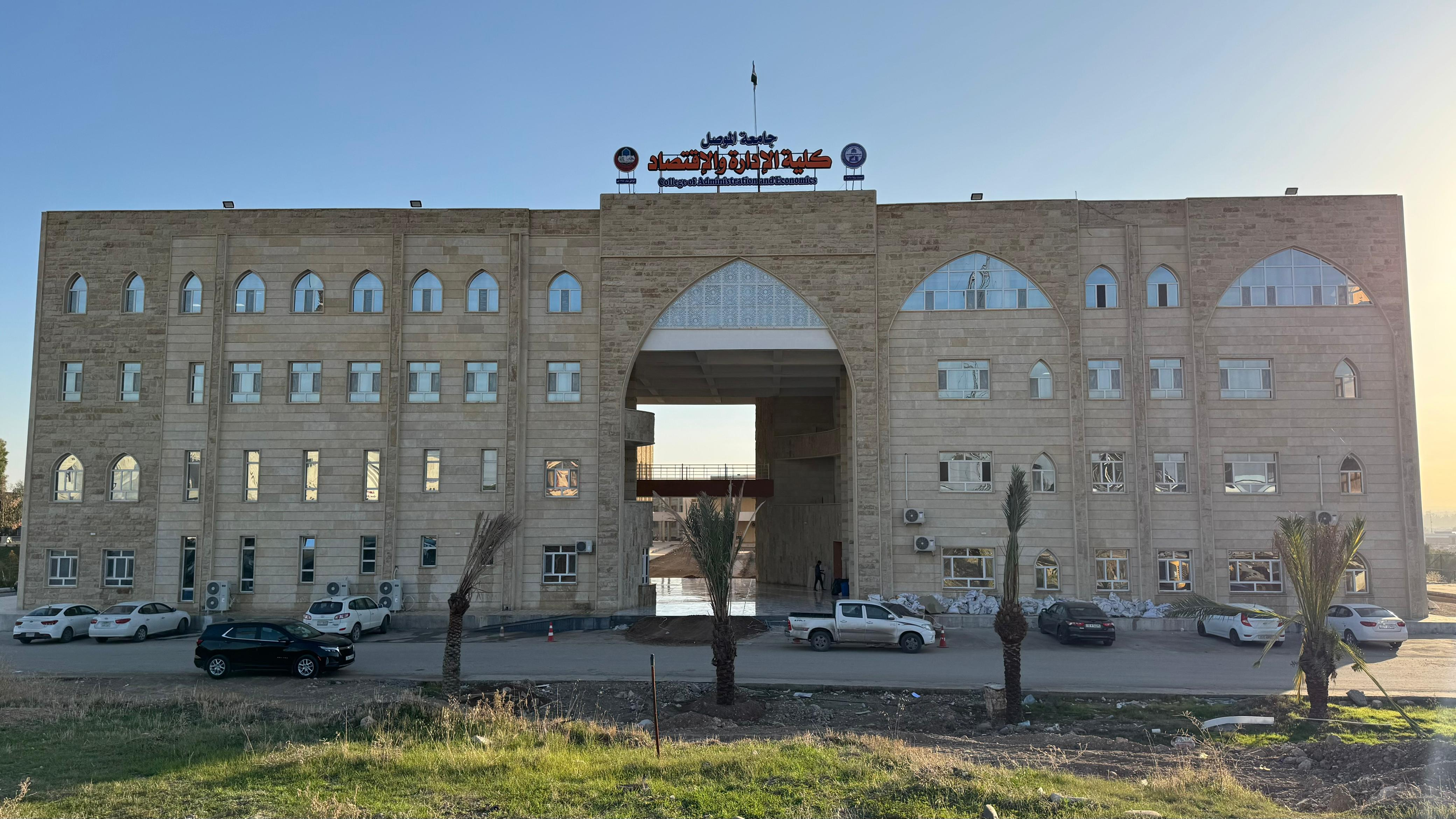
كلية الادارة والاقتصاد جامعة الموصل
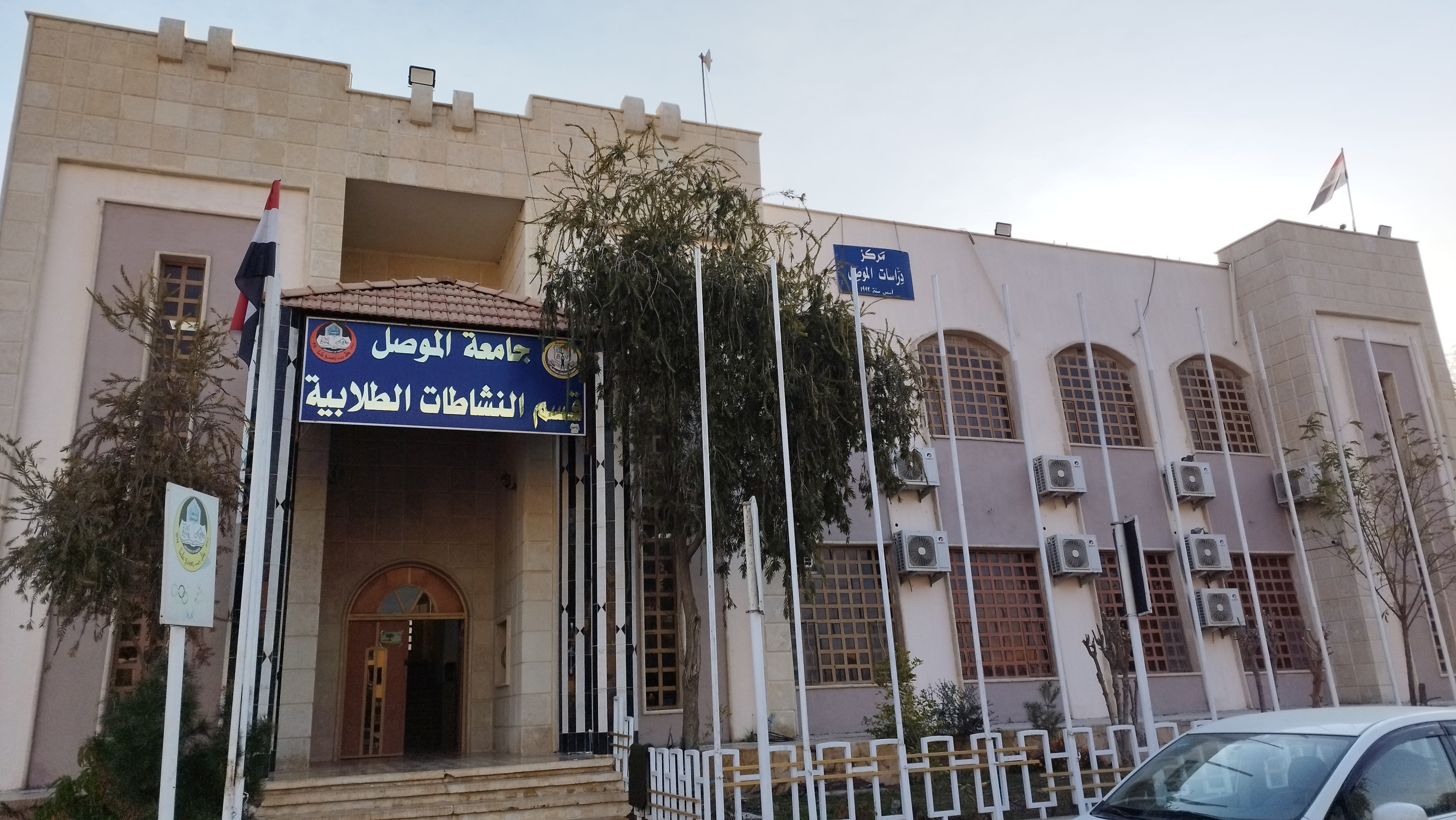
قسم النشاطات الطلابية
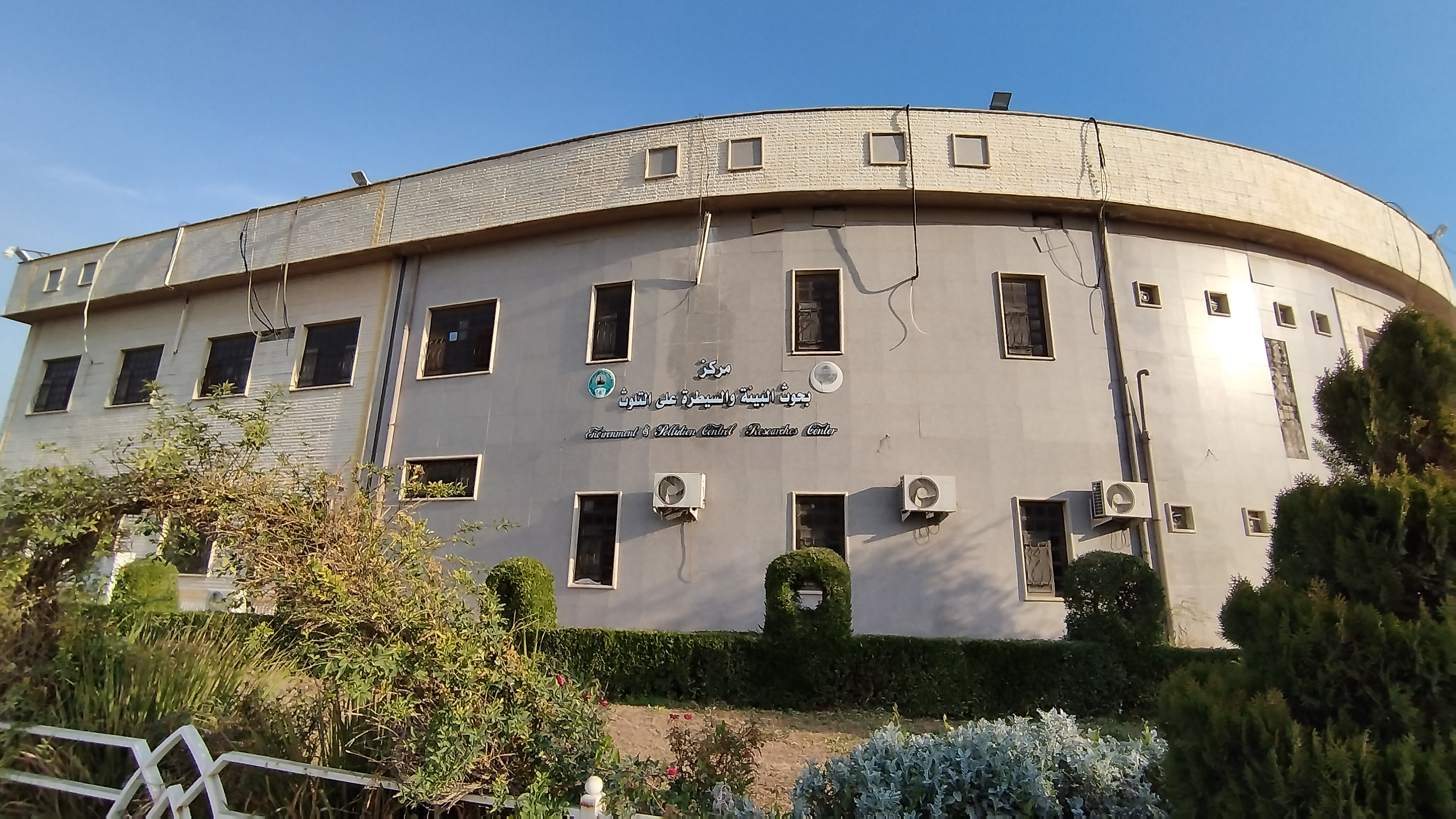
مركز بحوث البيئة والسيطرة على التلوث
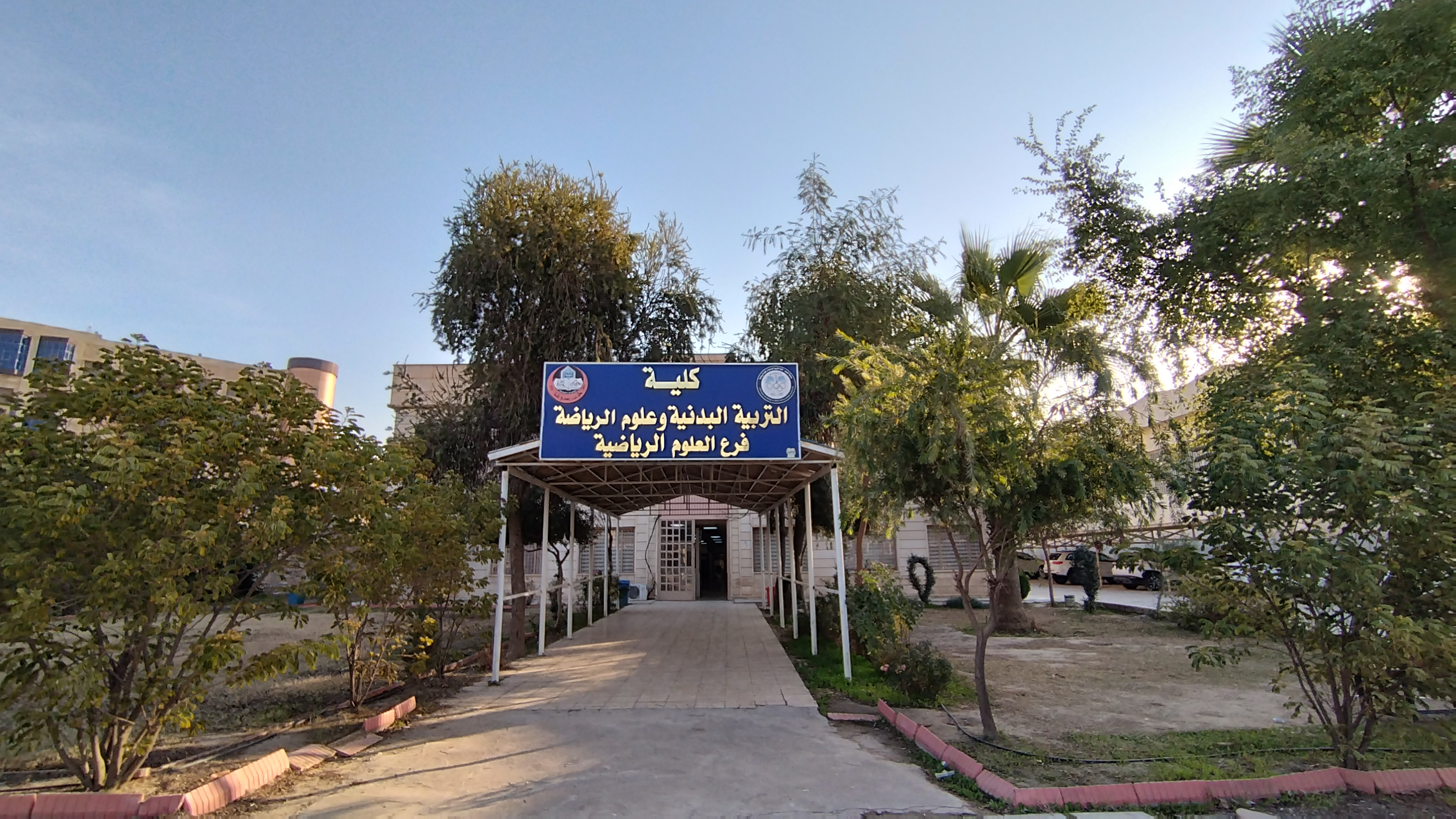
كلية التربية وعلوم الرياضة-فرع العلوم الرياضية
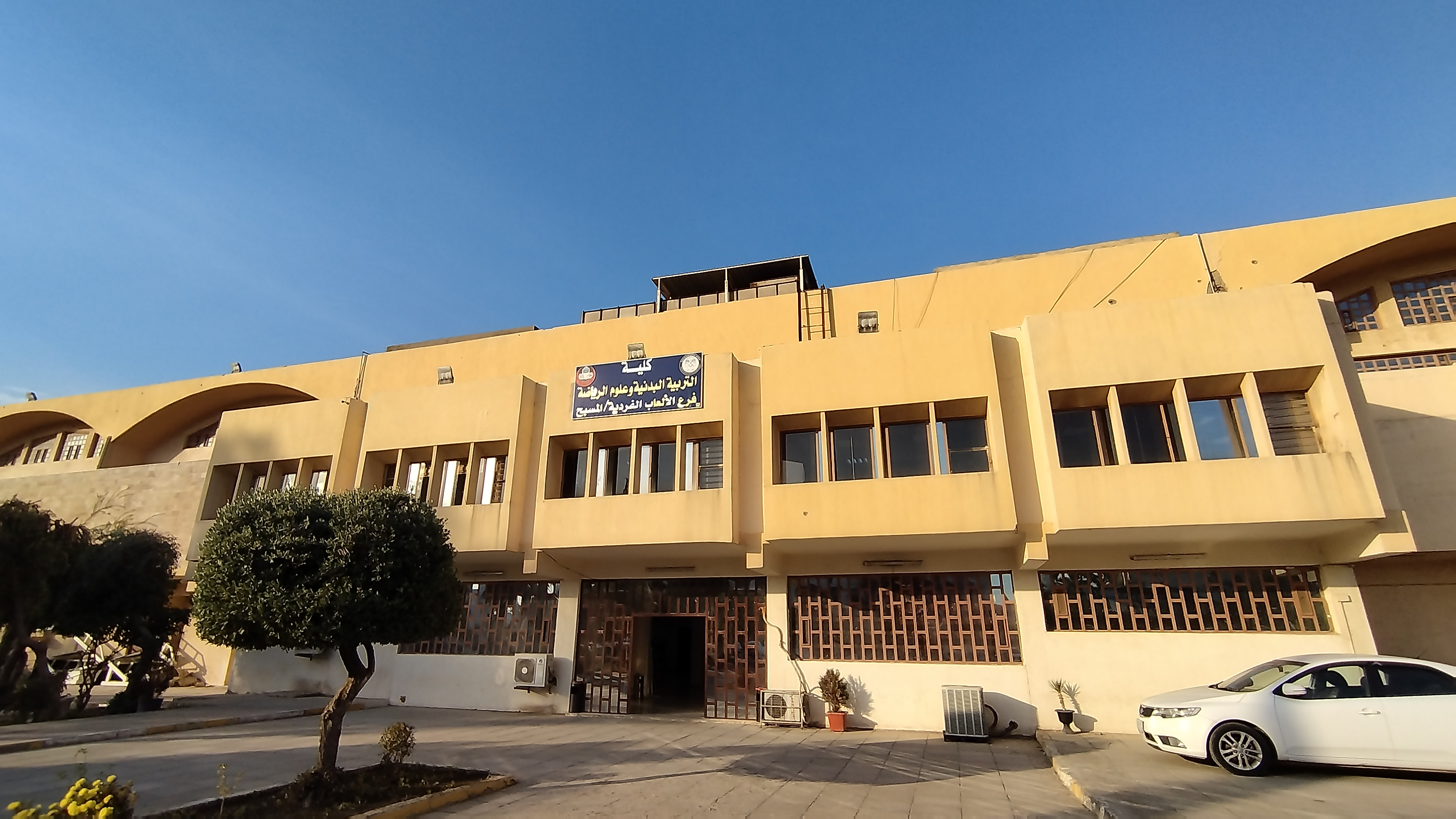
كلية التربية وعلوم الرياضة-فرع الرياضيات الفردية
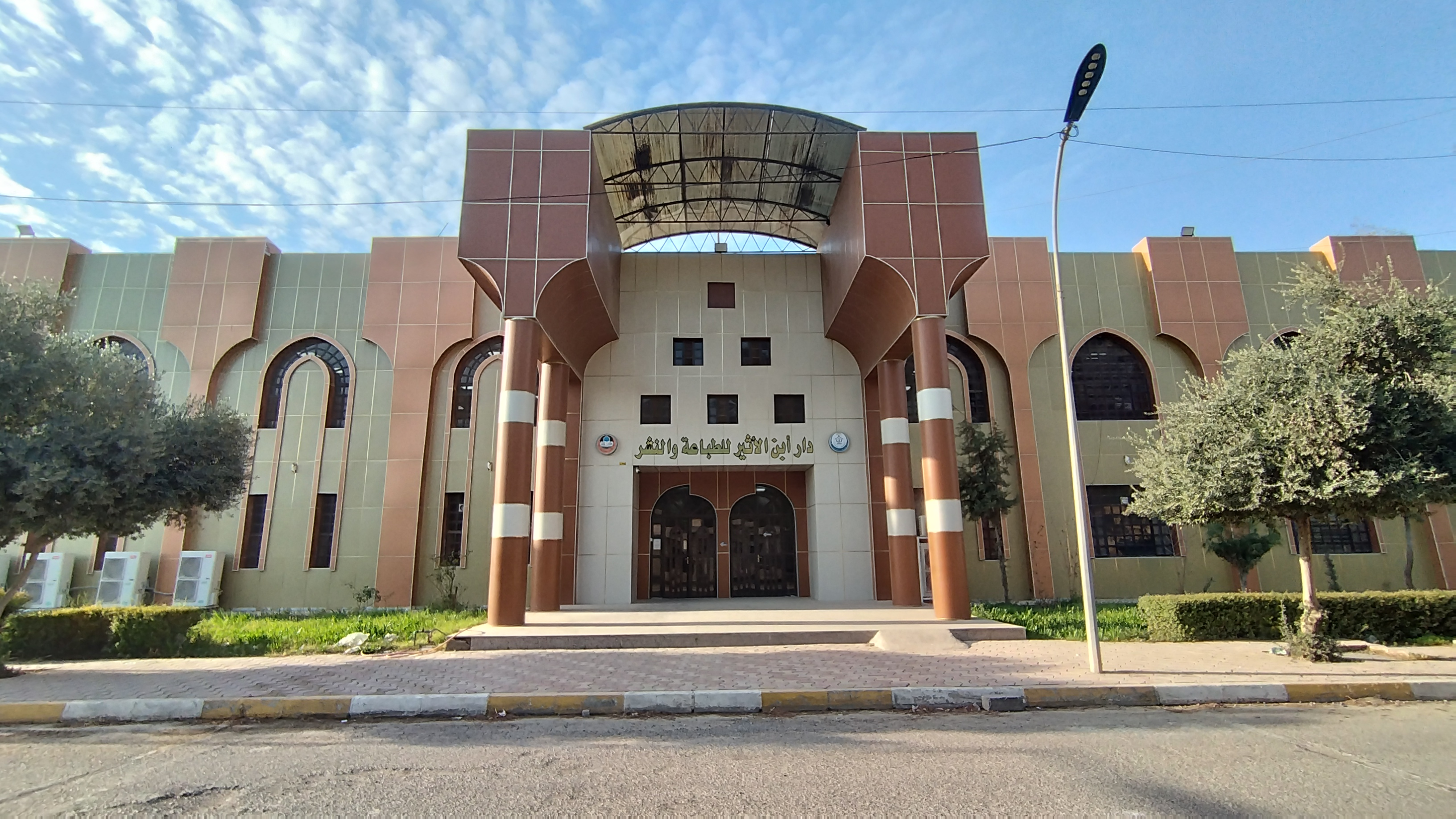
دار ابن الأثير للطباعة والنشر
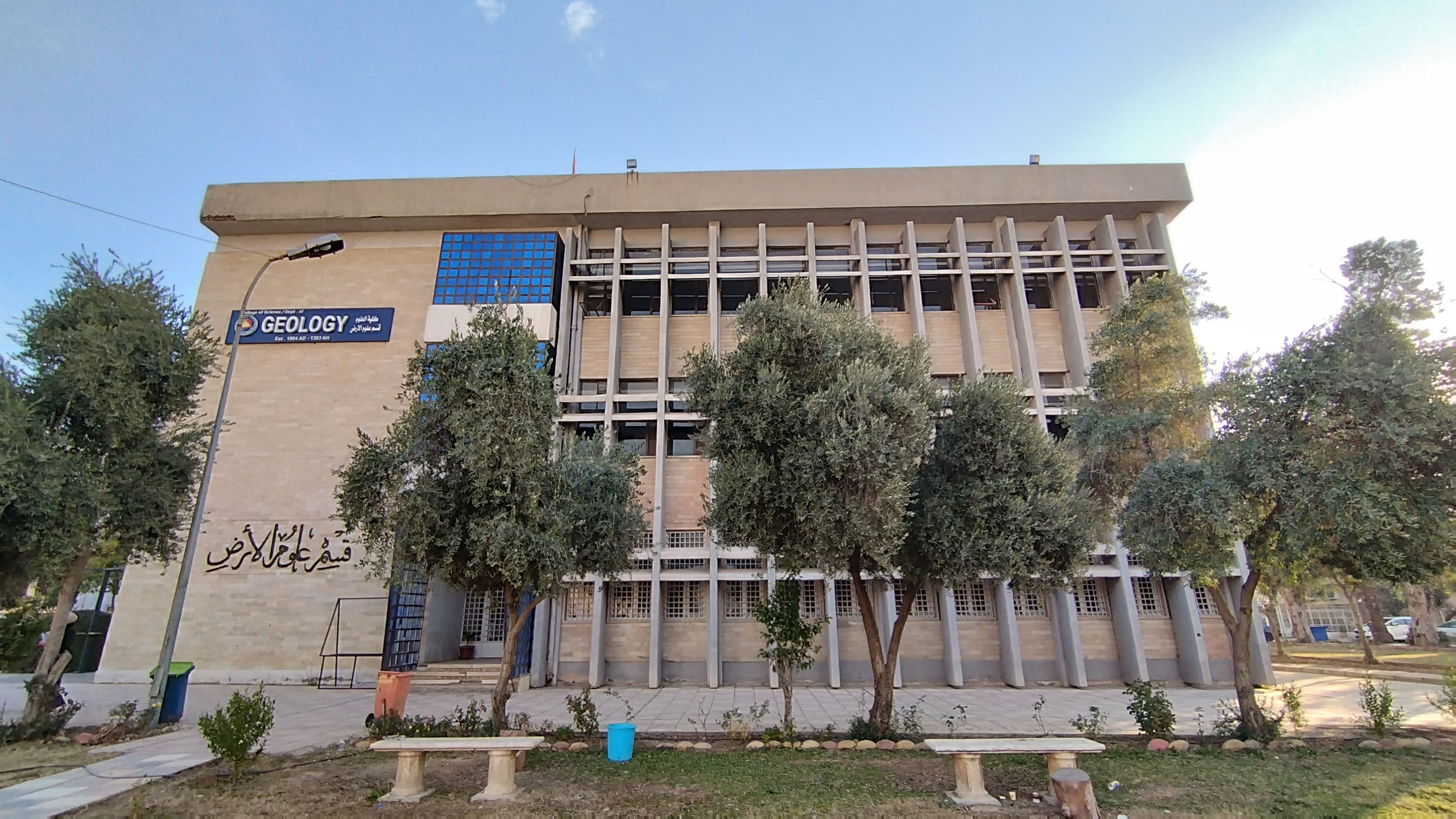
كلية العلوم-قسم علوم الأرض
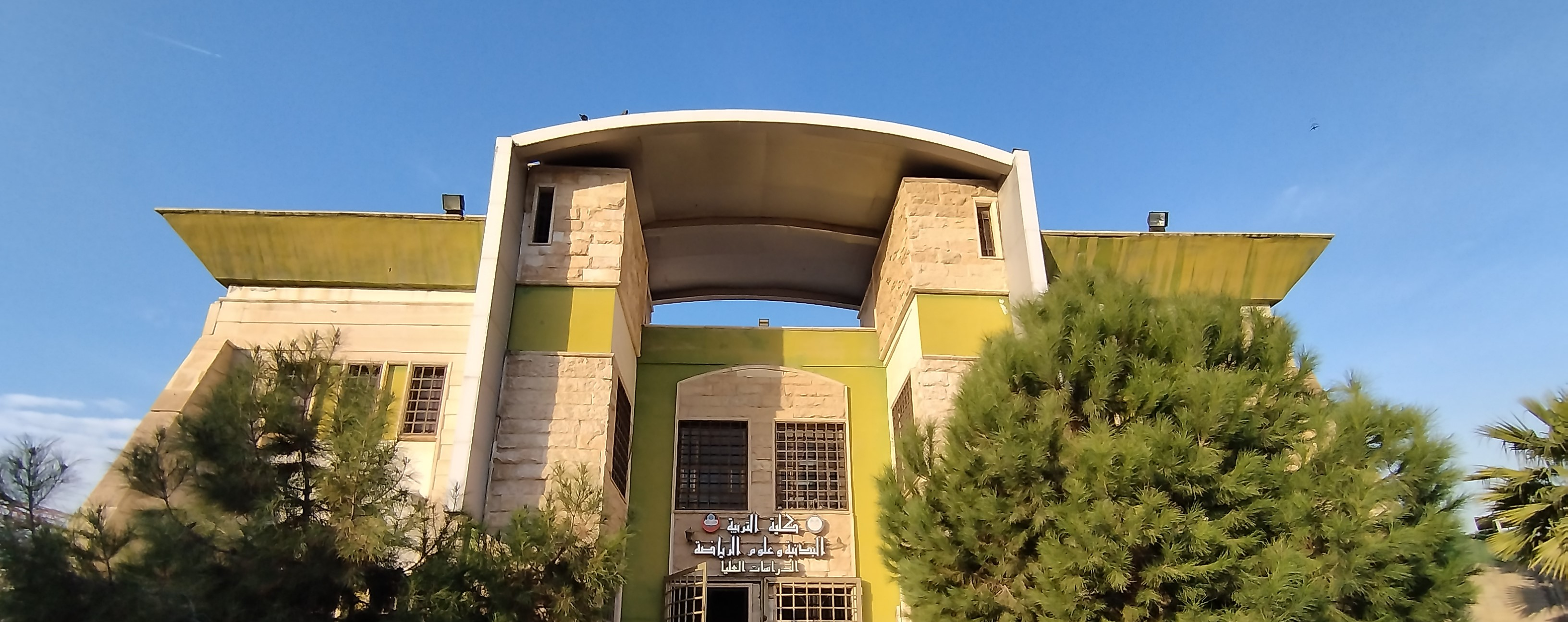
كلية التربية البدنية وعلوم الرياضة-فرع الدراسات العليا
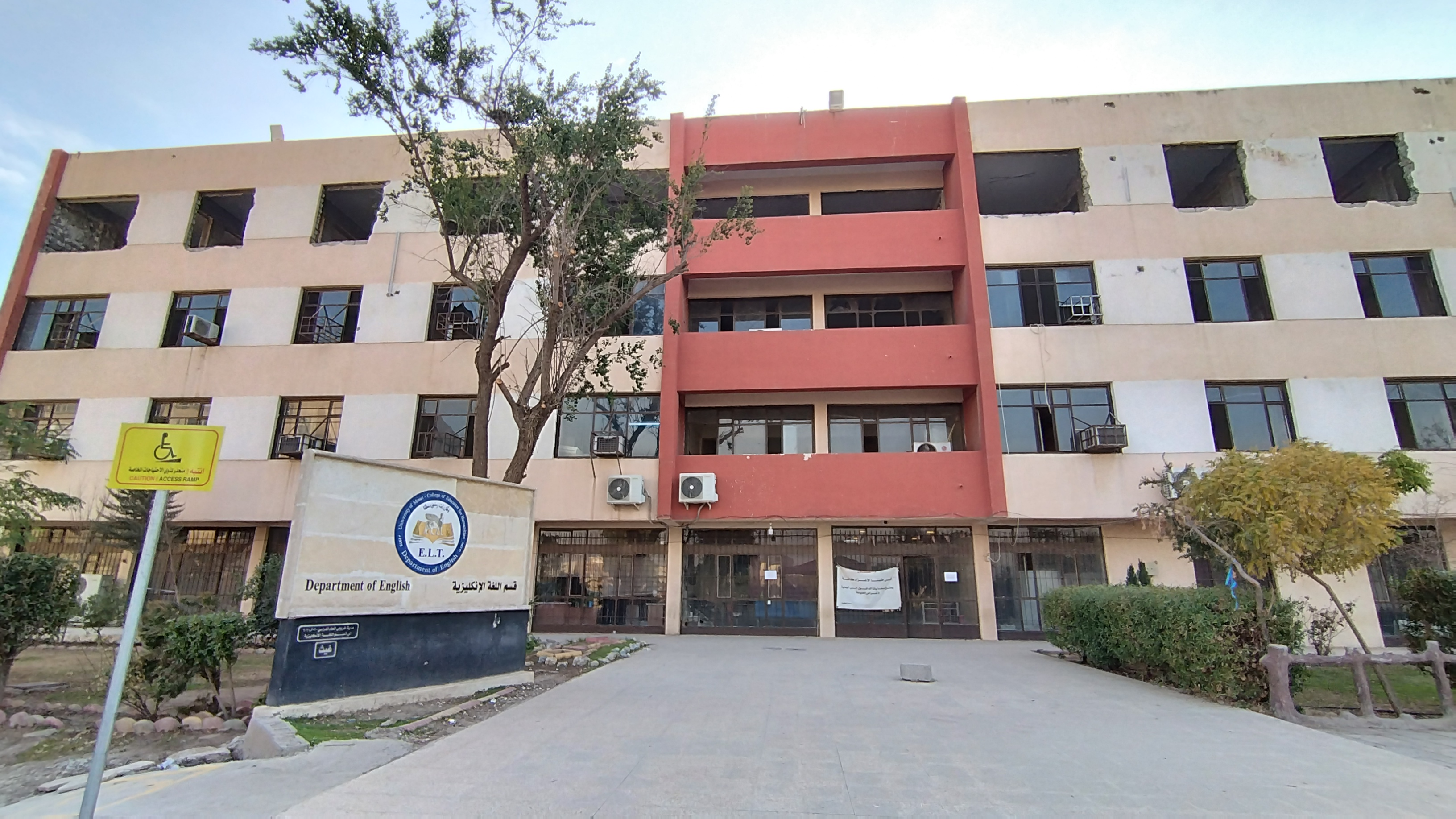
كلية التربية للعلوم الإنسانية-قسم اللغة الإنجليزية
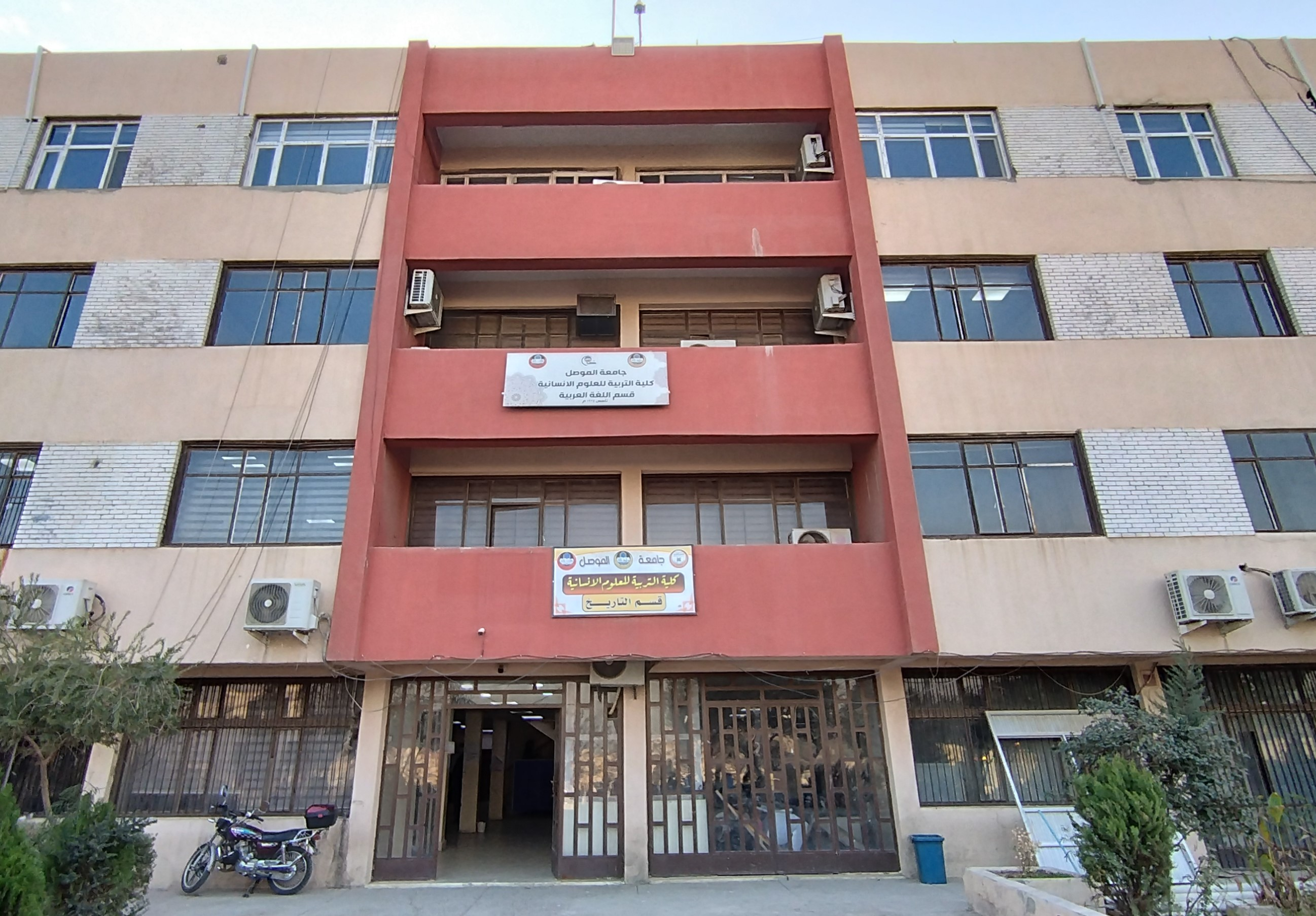
كلية التربية للعلوم الإنسانية-قسم التاريخ
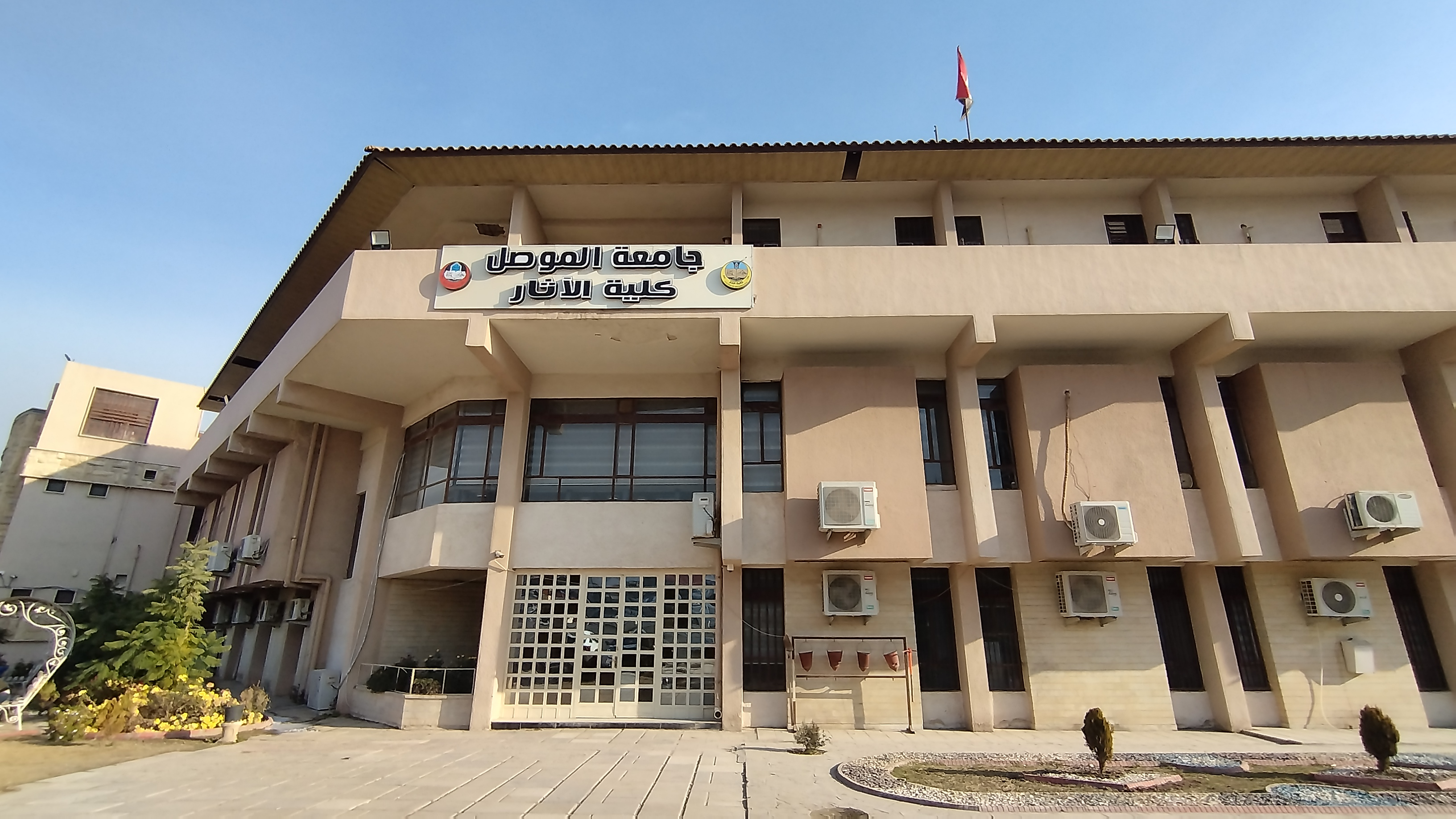
كلية الآثار
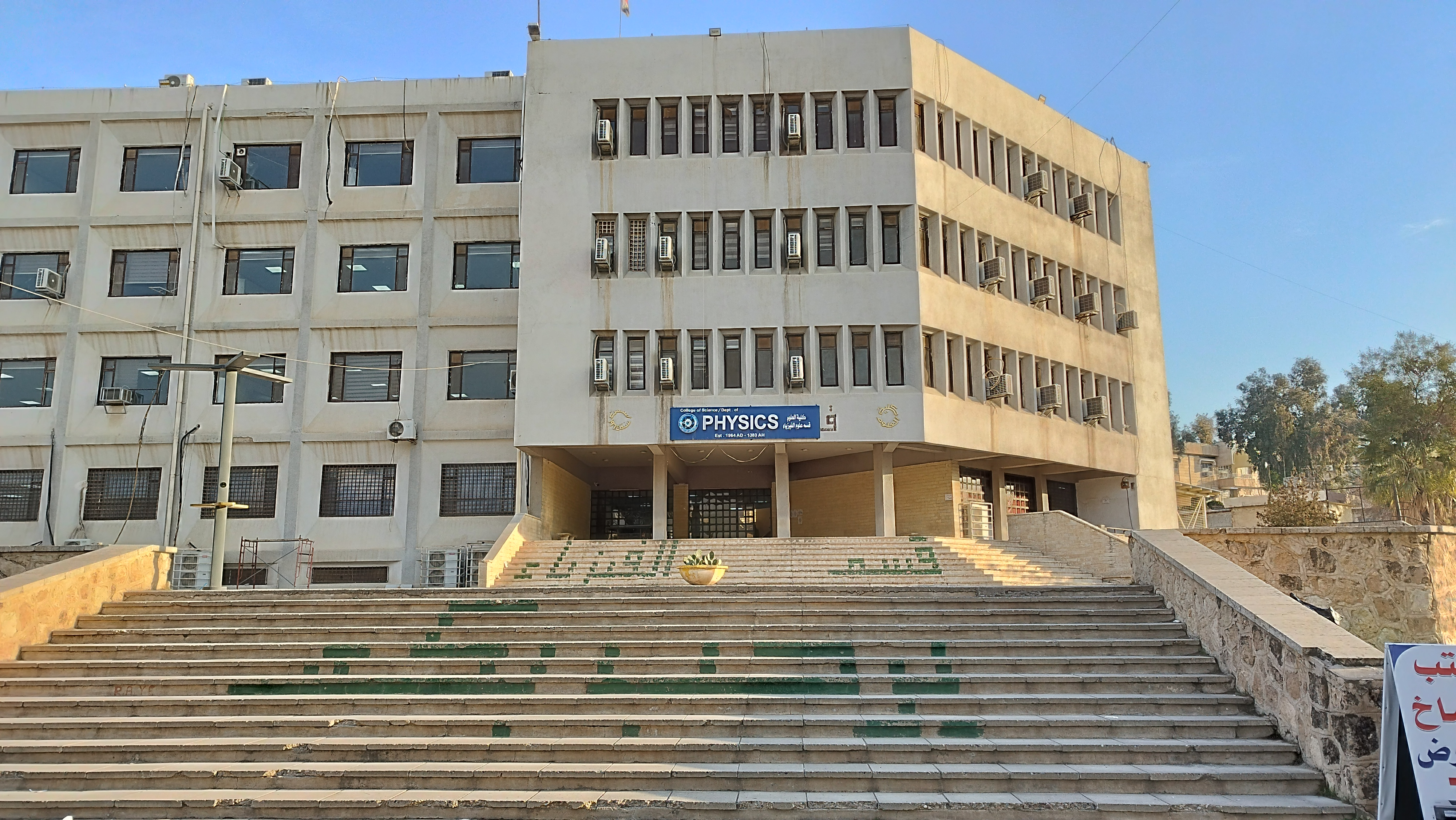
كلية العلوم-قسم الفيزياء
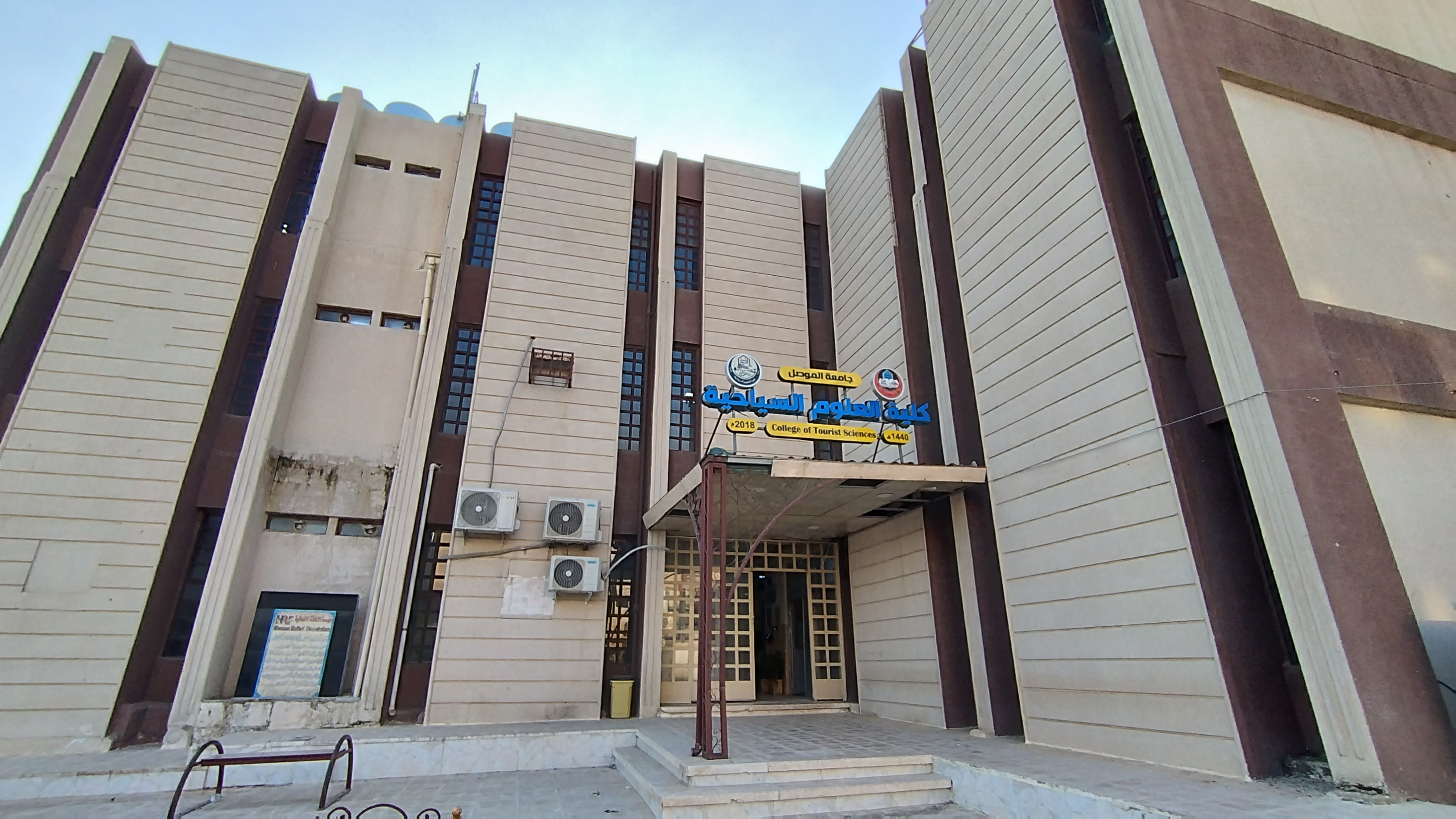
كلية العلوم السياحية
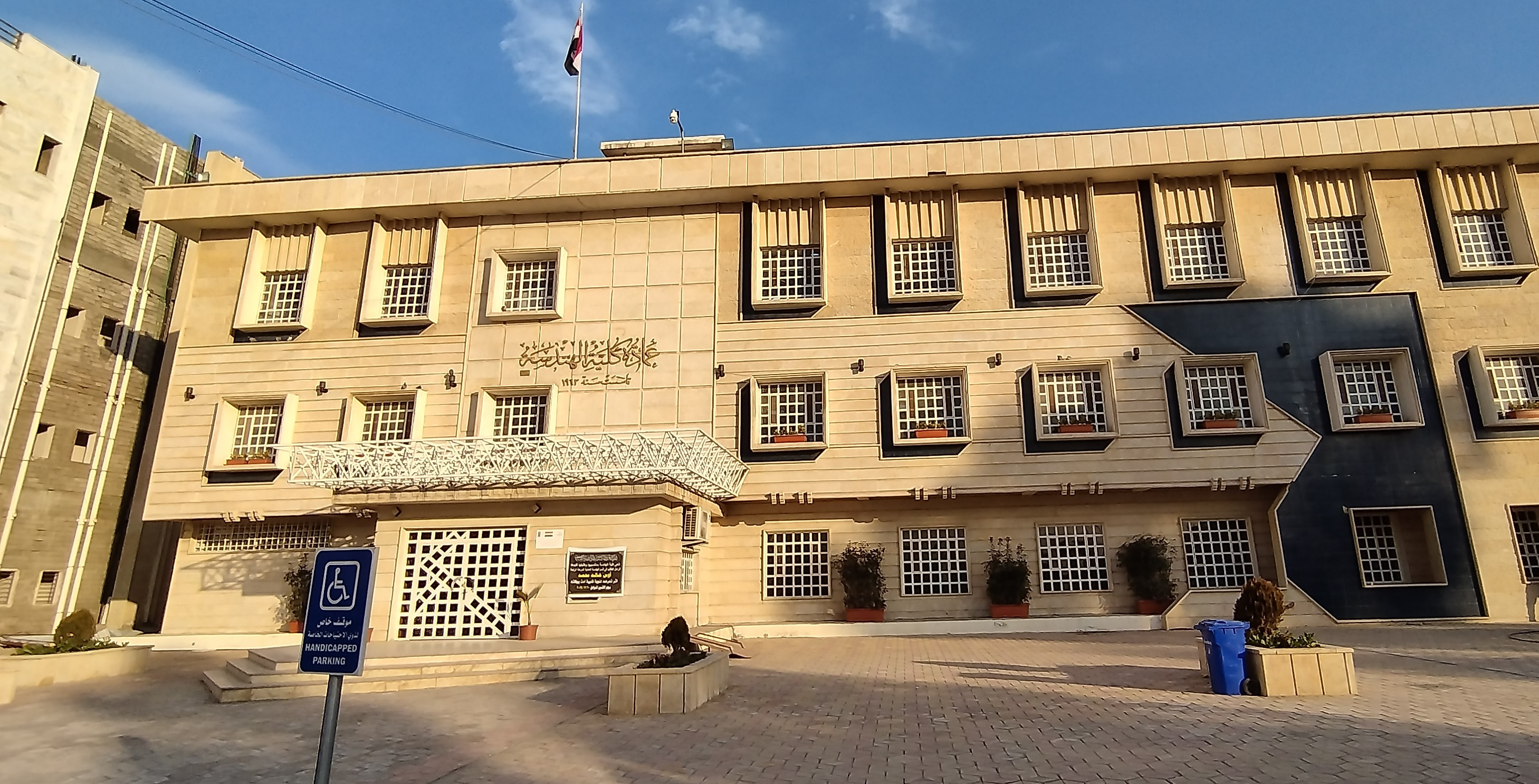
عمادة كلية الهندسة
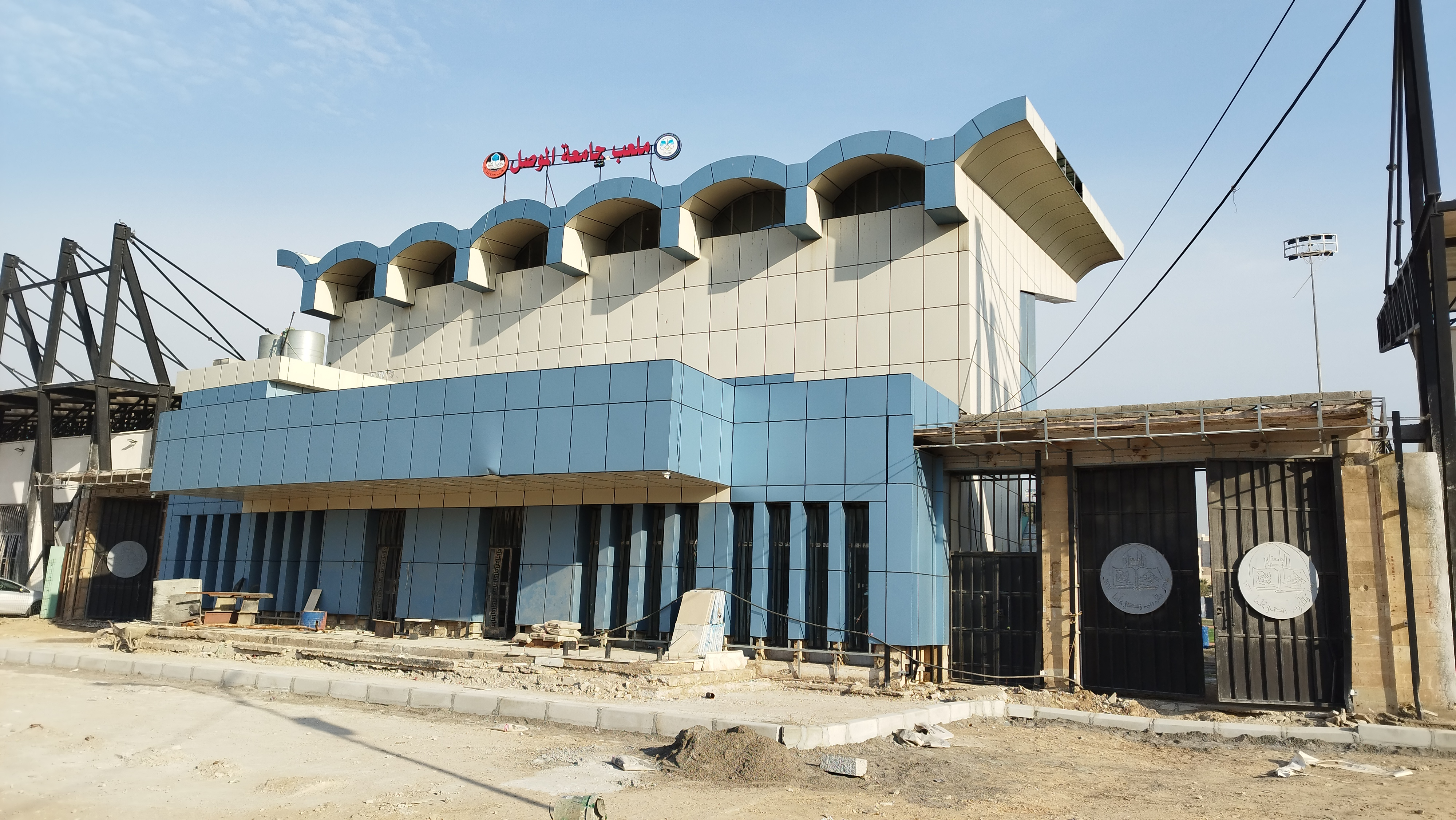
ملعب جامعة الموصل
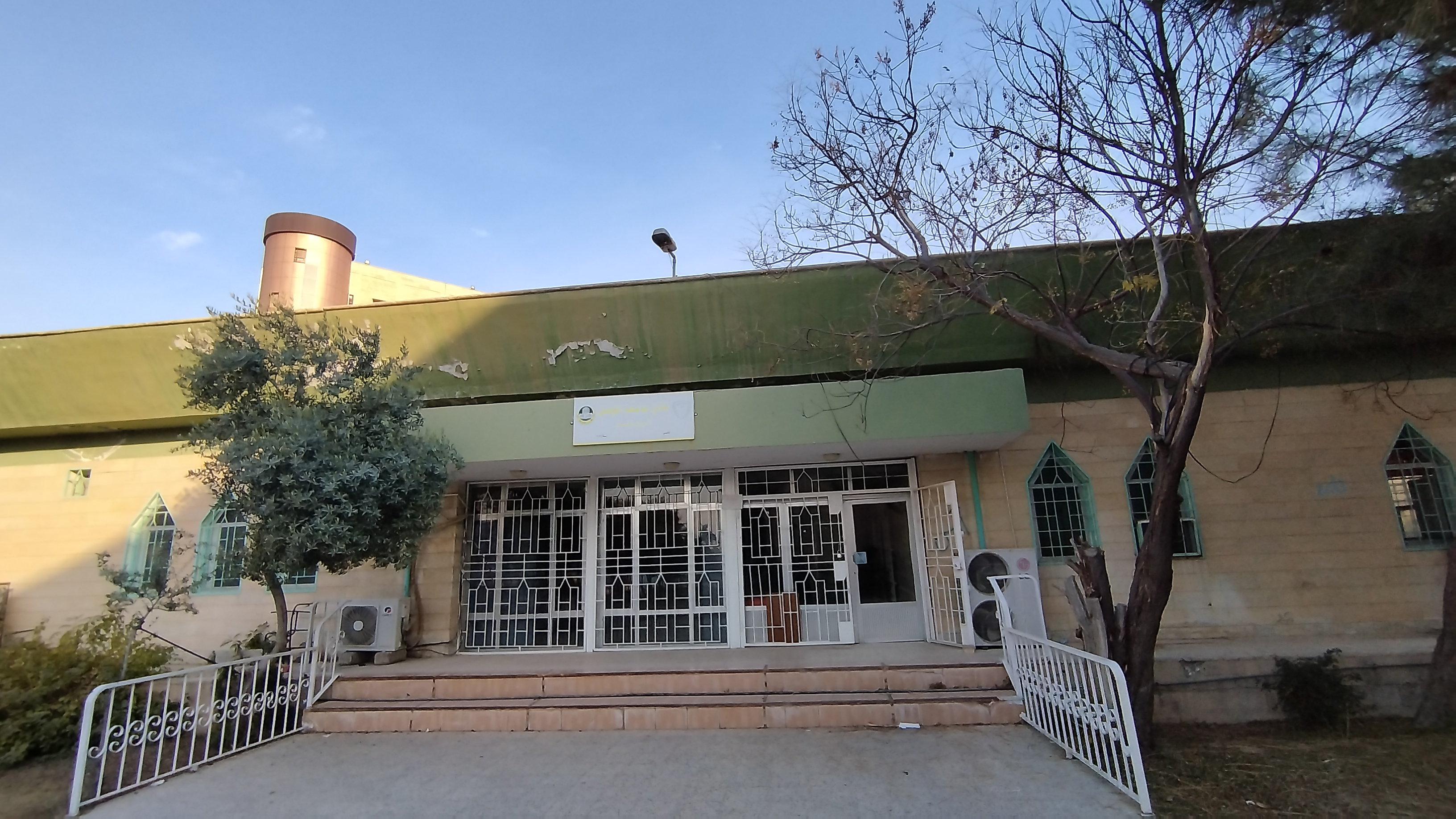
نادي جامعة الموصل الرياضي
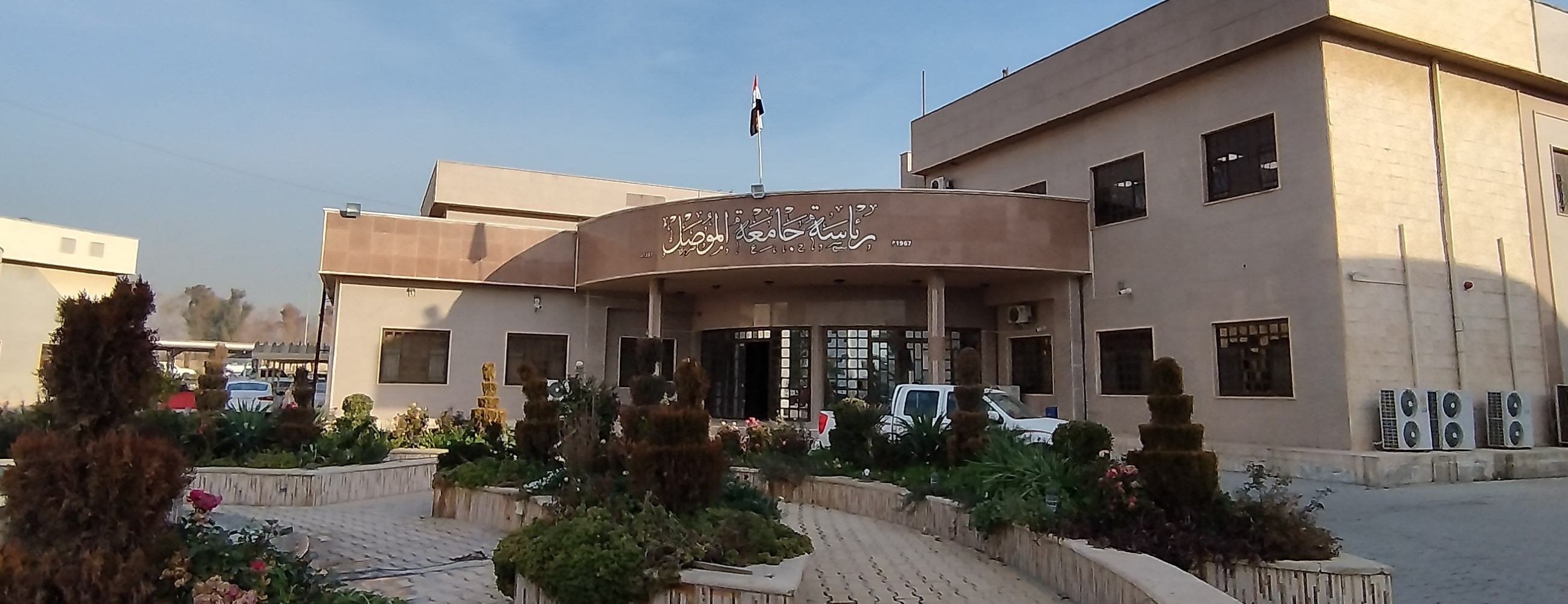
رئاسة جامعة الموصل
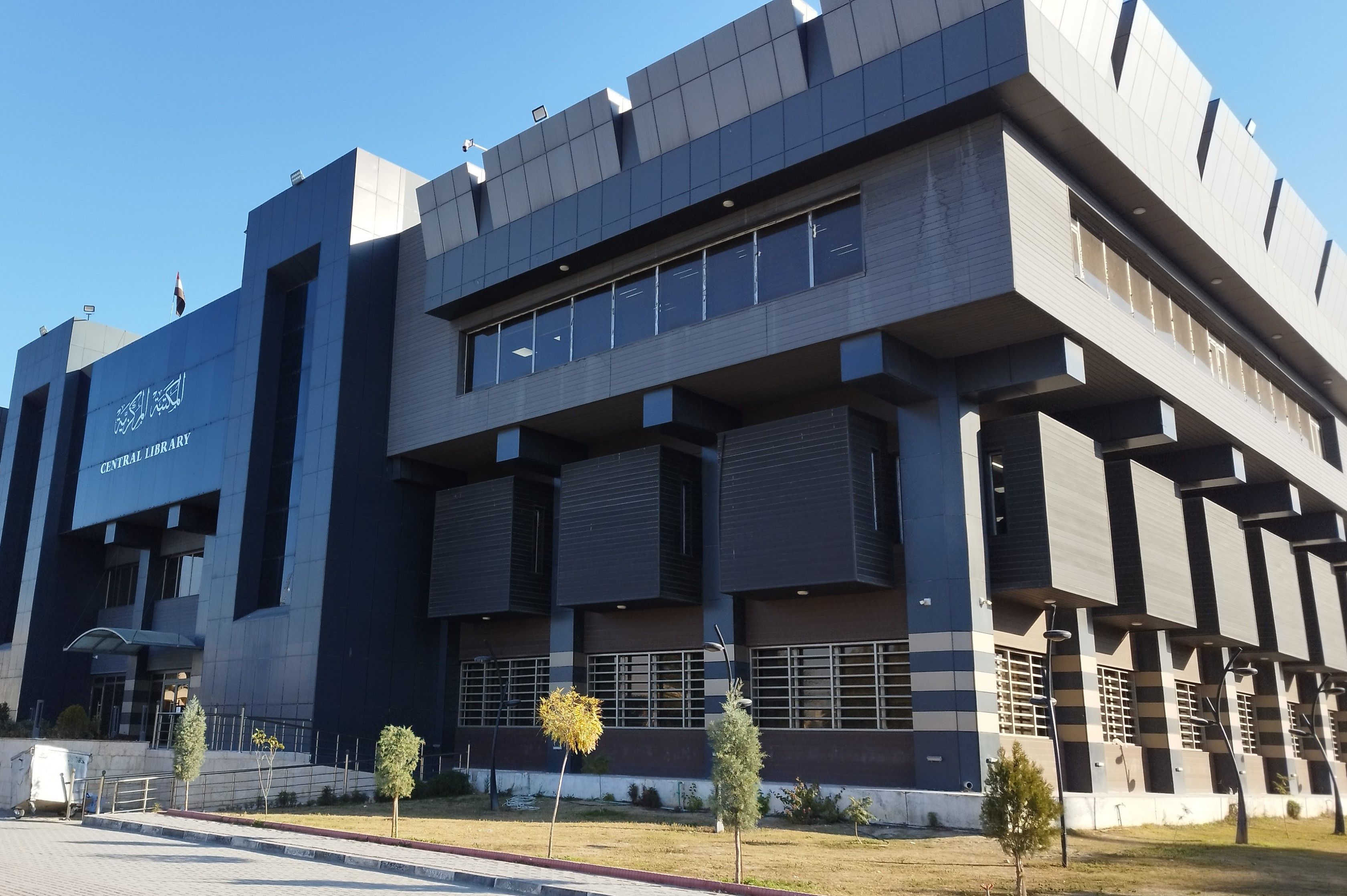
المكتبة المركزية
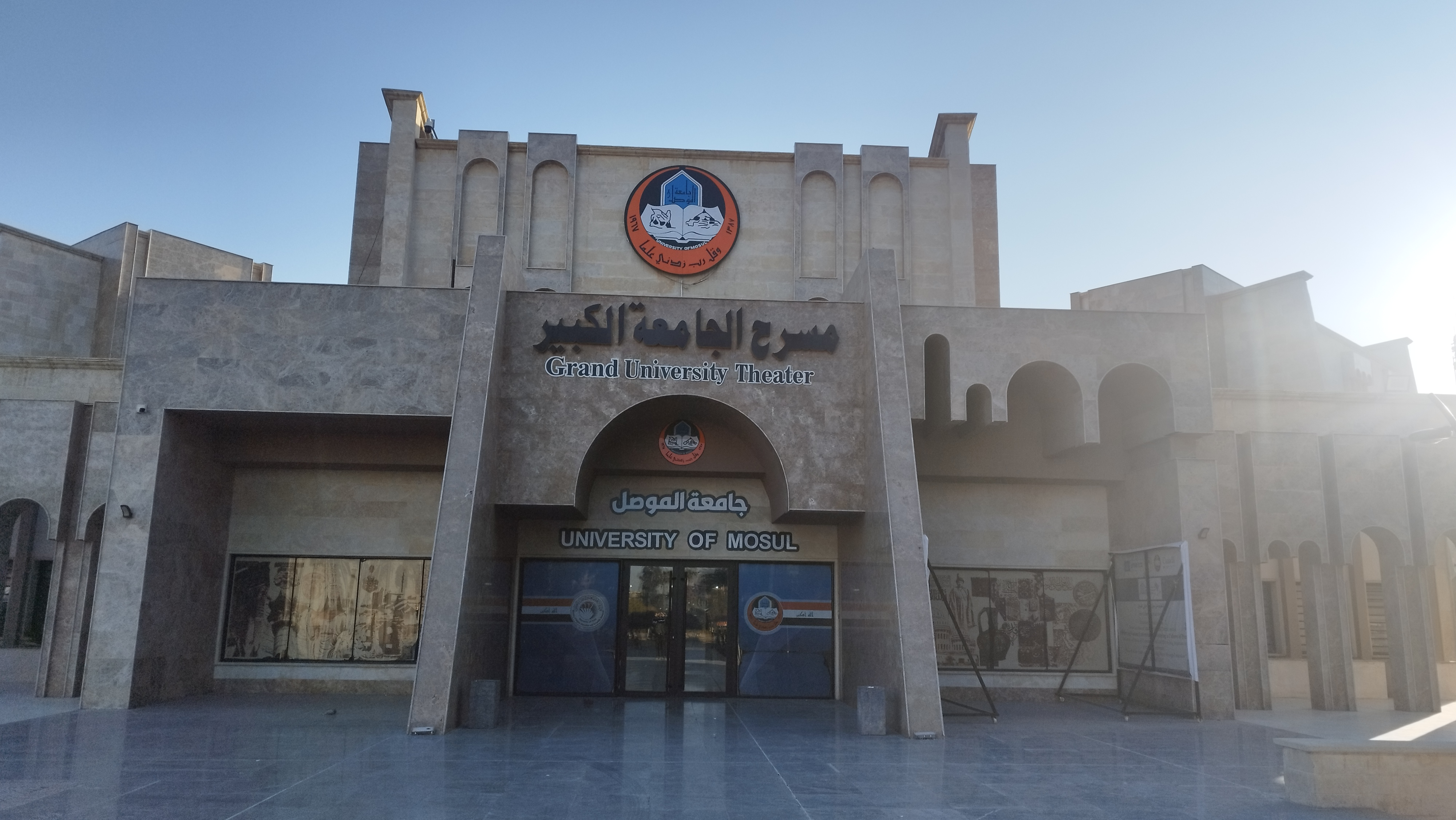
مسرح الجامعة الكبير
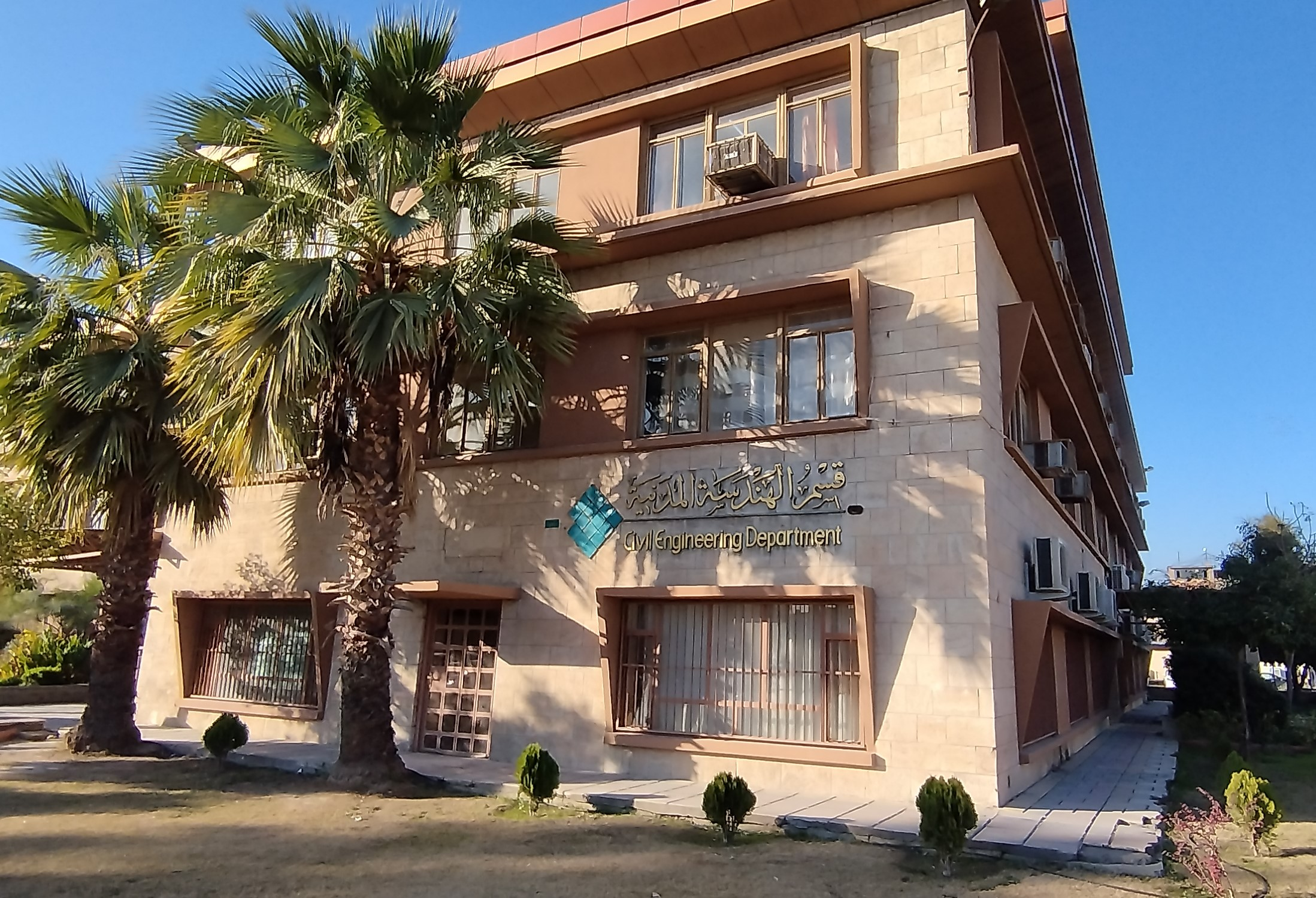
كلية الهندسة-قسم الهندسة المدنية
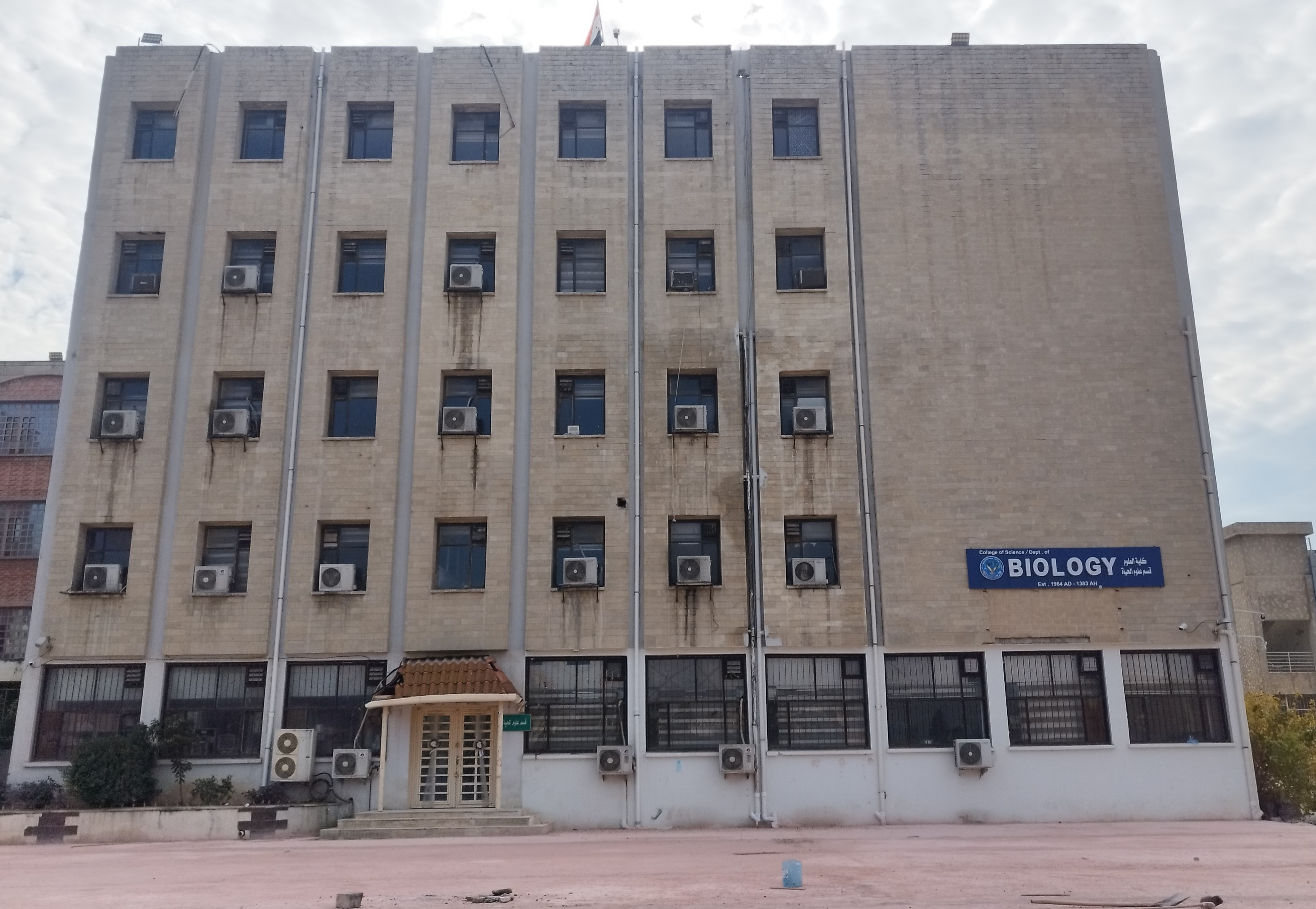
كلية العلوم-قسم علوم الحياة
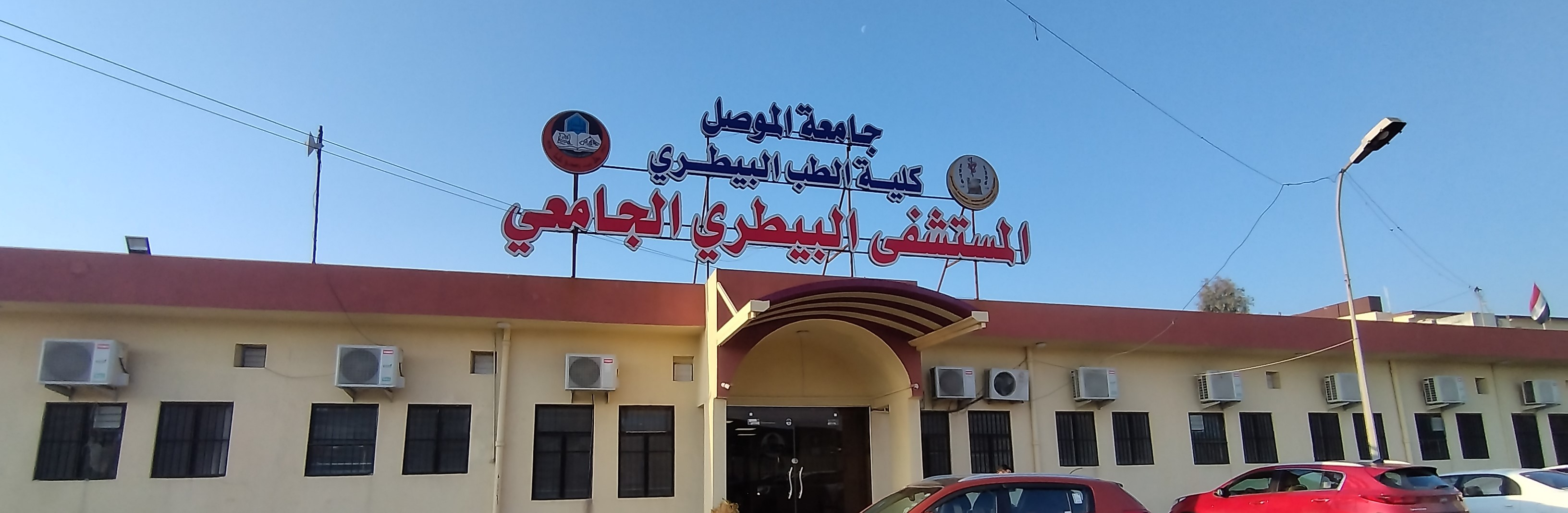
كلية الطب البيطري-مستشفى الطب البيطري
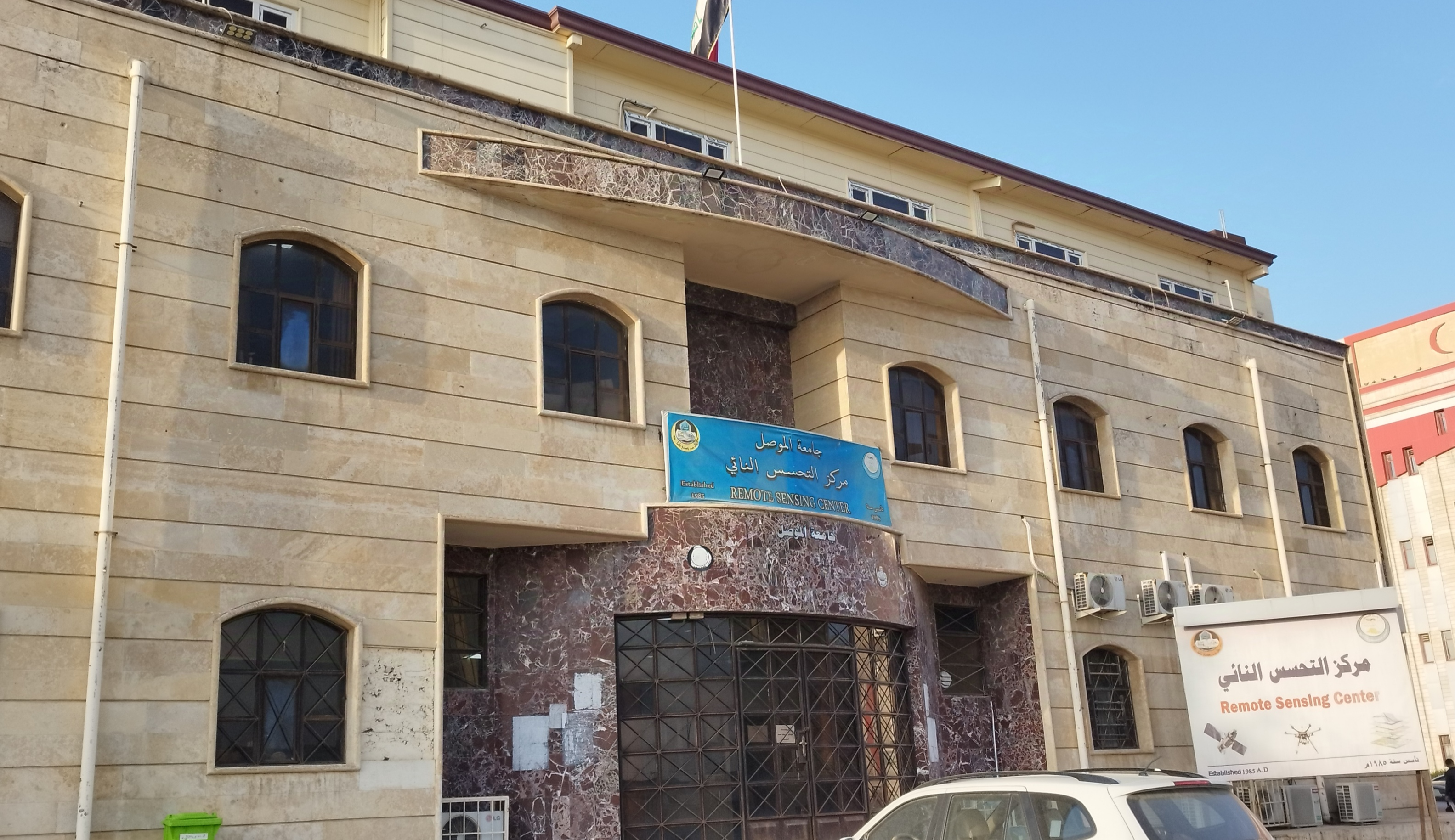
مركز التحسس النائي

## وصلات خارجية
- الموقعِ الإلكتروني لجامعة الموصل
- موقع المكتبة المركزية - جامعة الموصل

https://twitter.com/UniversityofMos